# Auerochse

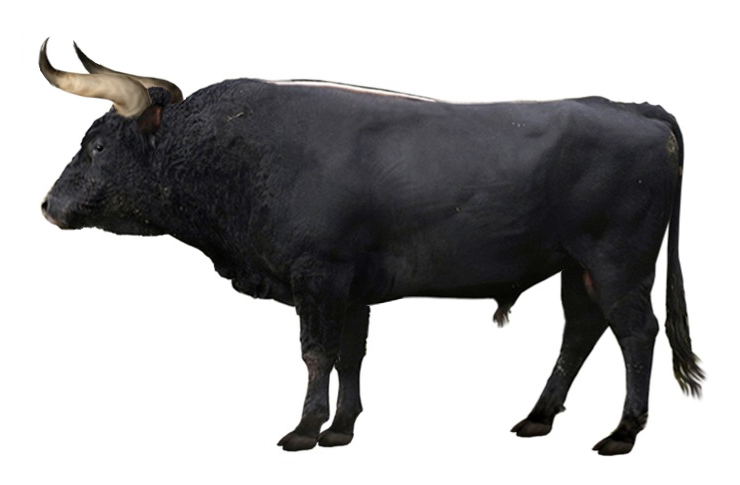
Lebendrekonstruktion eines in Braunschweig gefundenen Auerochsen-Bullen

Der Auerochse oder Ur (Bos primigenius) ist eine in ihrer Wildform ausgerottete Art der Rinder. Nach neueren Genforschungen gelten nahöstliche Populationen als Stammform des taurinen Hausrindes, das damit eine domestizierte Form des Eurasischen Auerochsen darstellt. Das indische Zebu stammt von der indischen Subspezies des Urs ab, welche von manchen Autoren auch in einer eigenen Art, Bos namadicus, geführt wird. Das vermutlich letzte Exemplar der ehemals weit verbreiteten Wildform des Rindes starb im Jahr 1627 in Polen.
Verwandte dieses Wildrinds sind der Gaur, der Banteng und der wahrscheinlich ausgerottete Kouprey.

## Etymologie
Der Name der u-Rune (ᚢ) im älteren Futhark lautet Ur. Die latinisierte Form, urus, löste im Lateinischen bubalus („Ochse“) als Bezeichnung für den Auerochsen ab. Im Zuge der Diphthongierung im 13. Jahrhundert wurden im Deutschen aus Ur Abwandlungen wie Uwer, Euwir oder Auer gebildet. Letztere Bezeichnung setzte sich durch, anschließend wurde „-ochs“ für „Wildrind“ beigefügt. Auf den deutschen Namen des Tieres gehen auch jene in anderen Sprachen zurück, so etwa aurochs (französisch, englisch), oerrund (niederländisch) und urokse (dänisch). Auch die heutige Bezeichnung des Auerochsen im Spanischen und Portugiesischen, uro, sowie tur im Polnischen, leiten sich davon ab.
Als wissenschaftlichen Namen des Auerochsen findet man oft auch Bos taurus, den ursprünglich von Carl von Linné für das Hausrind vergebenen Namen. Da beide nun zu einer Art gerechnet werden, müsste eigentlich nach der Prioritätsregel des ICZN der ältere Name Gültigkeit haben. Die ICZN entschied aber 2003, dass in diesem Sonderfall der Name der Wildform Bos primigenius der gültige Name sein solle. Demzufolge werden sowohl der Auerochse als auch die aus ihm domestizierten Hausrinder in einer Spezies namens Bos primigenius geführt.

## Beschreibung

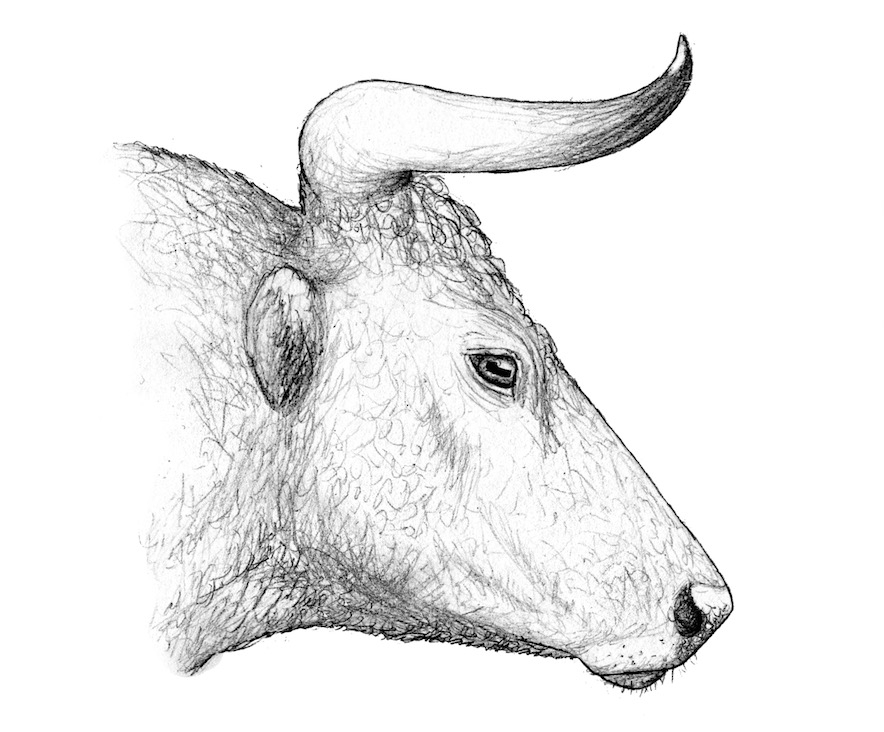
Kopfstudie eines Auerochsen-Bullen, basierend auf einem schwedischen Fund

Das Aussehen des Auerochsen lässt sich anhand von Knochenfunden, historischen Beschreibungen und zeitgenössischen Darstellungen, wie Höhlenmalereien oder jenen in den Werken von Siegmund von Herberstein oder Conrad Gessners, rekonstruieren. Auch wird oft der „Augsburger Ur“ als Quelle herangezogen. Diese Abbildung von Charles Hamilton Smith stammt zwar aus dem 19. Jahrhundert, basiert aber auf einem zeitgenössischen Ölgemälde.

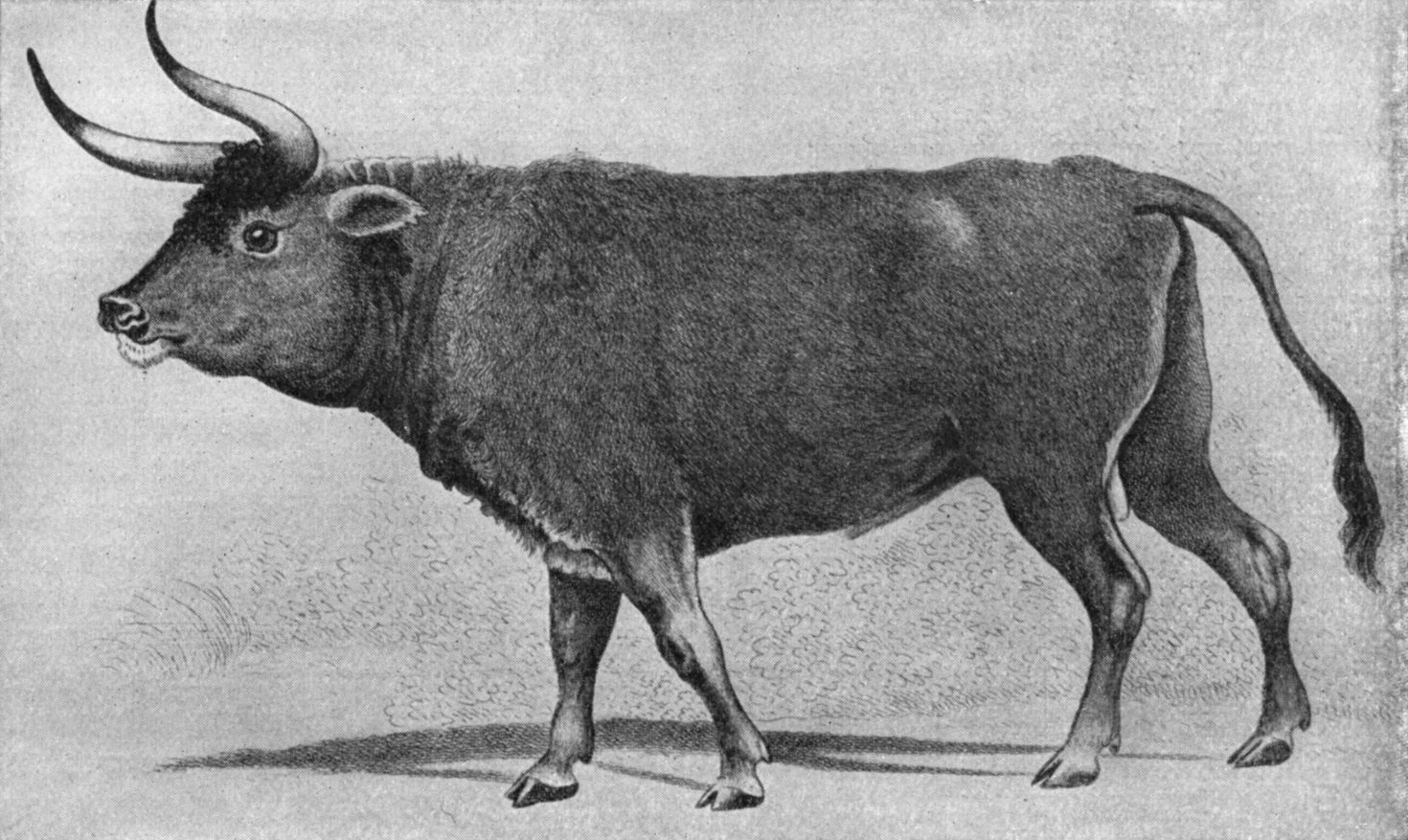
C. H. Smiths Reproduktion der Augsburger Abbildung des Auerochsen

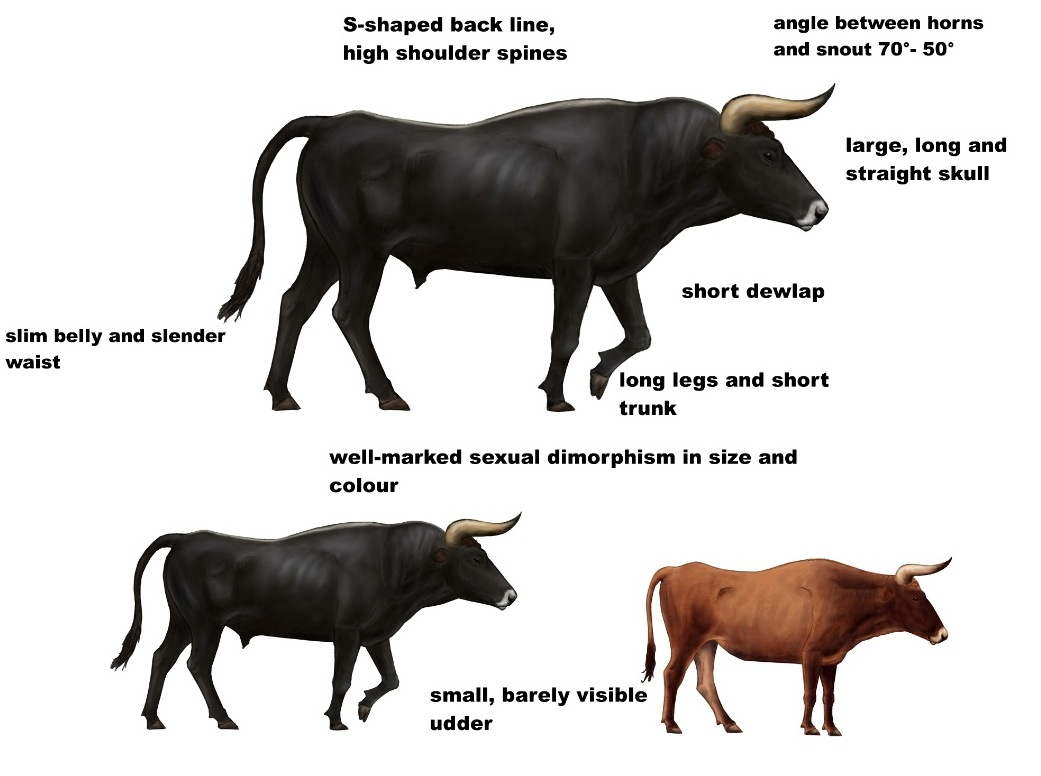
Merkmale von Bulle (oben und unten links) und Kuh (unten rechts); Rekonstruktion basierend auf einem Bullenskelett aus Lund und einem Kuhskelett aus Cambridge

### Körpergröße

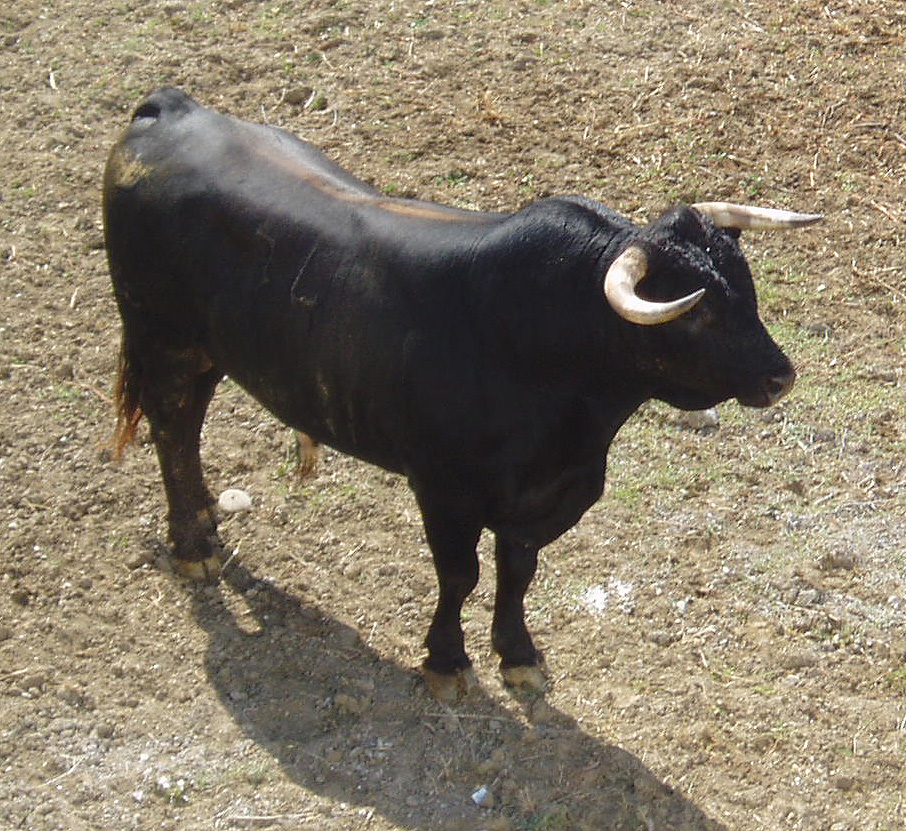
Dem Spanischen Kampfrind wird hinsichtlich Proportionen und Hornform Nähe zum Auerochsen attestiert

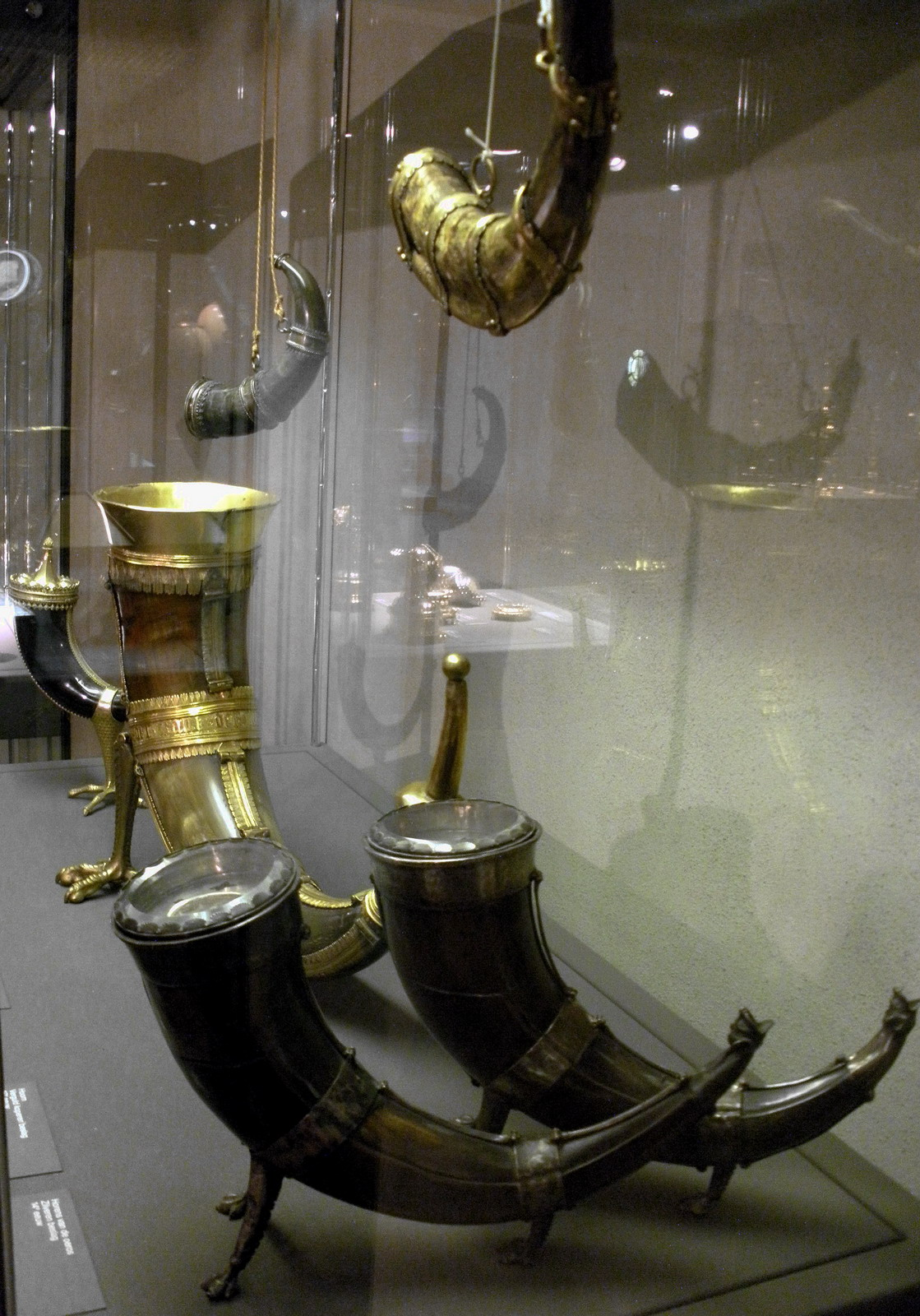
Auerochsen-Hörner in der Servaasbasiliek, Niederlande

Der Auerochse war einer der größten Herbivoren im nacheiszeitlichen Europa, vergleichbar nur mit dem Wisent; die Größe des Auerochsen scheint aber regional verschieden gewesen zu sein. So verfügten Auerochsenbullen aus dem nördlichen Europa im Holozän über eine Schulterhöhe von etwa 155–180 cm und Auerochsenkühe über eine Schulterhöhe von 135 bis 155 cm (Dänemark, nördliches Deutschland) bzw. 170 bis 185 Zentimetern bei Bullen und etwa 165 bei Kühen (Polen), während jene in Ungarn mit etwa 155–160 cm bei Bullen anscheinend etwas kleiner waren. Bullen mit einer Schulterhöhe von zwei Metern sind ausschließlich dem Pleistozän zuzuordnen. Nach der letzten Kaltzeit lässt sich ein gewisser Verlust an Körpergröße beobachten, vermutlich durch den Schwund vieler natürlicher Feinde des Auerochsen, Lebensraumfragmentierung durch die sich ausbreitende Zivilisation sowie Jagd, also großteils anthropogene Ursachen. Die Körpermasse der Auerochsen war wahrscheinlich mit jener der Wisente und Bantengs vergleichbar und betrug zwischen 700 kg und 1000 kg. Vom Indischen Auerochsen lässt sich sagen, dass er allgemein kleiner, jedoch mit proportional größeren Hörnern ausgestattet war als jener in Europa. Der Geschlechtsdimorphismus des Auerochsen hinsichtlich der Körpergröße war, wie auch bei einigen anderen Aspekten, deutlich ausgeprägt, da die Kühe oft einige Dezimeter kleiner waren als die Bullen.

### Hörner
Aufgrund der deutlich ausgeprägten Behornung des Auerochsen wies diese Art ein langes und breites Stirnbein auf. Die Hörner waren in Bezug auf Krümmung und Größe charakteristisch für den Ur. Sie verliefen weit ausholend nach innen gekrümmt, wobei die dunkel gefärbten Spitzen nach oben innen wiesen. Die Bullen hatten größere und stärker geschwungene Hörner, die 80 bis zu 140 Zentimeter Länge (Groß-Rohrheim) und zwischen 10 und 20 Zentimeter Durchmesser erreichen konnten. Die längsten bekannten knöchernen Hornzapfen eines Auerochsen messen 112–115 cm, beim lebenden Tier wäre eine Hornschicht hinzuzurechnen. Der Winkel zwischen Hörnern und Gesichtsschädel betrug durchschnittlich zwischen 50° und 70°, sie waren also deutlich nach vorn gerichtet. Die Hornform war bei den Kommentkämpfen der Ure von Vorteil, welche nicht, wie im Falle der Wisente oder Moschusochsen, aus dem Zusammenprallen der Schädel bestanden, sondern wahrscheinlich aus gegenseitigem kraftvollen Schieben und Stoßen bei gegenseitigem Hornkontakt, wie es Hausrinder heute noch praktizieren. Zum Schutz der Augen bei diesen Kommentkämpfen waren bei Ur-Stieren die knöchernen Augenhöhlen stärker ausgeprägt als bei vielen heutigen Hausrind-Stieren.

### Körperbau
Die Statur des Auerochsen unterscheidet sich in einiger Hinsicht von der vieler heutiger Rinderrassen. So sind die Beine vergleichsweise lang und schlank, was eine Schulterhöhe ergibt, die ungefähr der Rumpflänge entspricht. Auch war der Schädel, die ausgeprägten Hörner tragend, wesentlich größer und längergezogen als bei vielen Hausrindern. Nur wenige südeuropäische Primitivrassen wie Sayaguesa besitzen noch diese Eigenschaften. Der Körperbau der Auerochsen war, wie bei anderen Wildrindern, athletisch und, insbesondere bei Bullen, von stark ausgeprägter Nacken- und Schultermuskulatur, welche von hohen Wirbelfortsätzen getragen wurde. Dies erzeugte einen „Schulterbuckel“, wie er noch beim Spanischen Kampfrind zu sehen ist. Dies ist nicht mit dem Muskellappen des Zebus zu verwechseln. Selbst bei säugenden Kühen war das Euter klein, behaart und von der Seite kaum sichtbar; auch dieses Merkmal entspricht dem anderer Wildrinder.

### Fellfarbe
Die Fellfarbe der Ure lässt sich anhand zeitgenössischer Darstellungen und historischer Berichte erahnen. Anton Schneeberger liefert in seinen Briefen an Conrad Gessner (1602) eine der genauesten Beschreibungen des Auerochsen, die sich mit der Färbung der als Höhlenmalereien dargestellten Tiere in Lascaux und Chauvet deckt.
Die Kälber wurden haselnussbraun geboren, und junge Stiere färbten sich binnen weniger Monate zu einer schwarzen Farbe um. Die Kühe hingegen behielten die rotbraune Farbe der Kälber. Die Bullen bildeten zudem einen „etwa zwei Finger breiten“ (Schneeberger) hellen Aalstrich entlang des Rückgrats aus. Für Aalstriche bei Kühen gibt es keinen expliziten Hinweis. Typisch für den Auerochsen war auch das weiß umrandete Flotzmaul, welches auch bei einigen Bantengs zu beobachten ist.
Belege, dass Auerochsen-Populationen innerhalb oder außerhalb Europas eine andere grundsätzliche Färbung aufwiesen, gibt es nicht. Lediglich einige nordafrikanische Steingravuren zeigen Ure mit hellem Sattel, was möglicherweise eine spezifische Eigenschaft der nordafrikanischen Unterart war. Ein von Mucante 1596 in Latein verfasster Text beschreibt ebenfalls die Farbe des Auerochsen. Seine Beschreibung wurde an einer Stelle mit „grau“ übersetzt, doch im selben Text wird weiters von „schwarzen Ochsen“ geschrieben. Mucantes Text ist nicht unproblematisch, denn stellenweise bezieht er sich wohl tatsächlich auf den Wisent. Ägyptische Grabmalereien, die rotbraune Rinder (sowohl Kühe und Kälber als auch Bullen) mit hellem Sattel zeigen, werden mitunter als Referenz für eine solche Färbung bei der nordafrikanischen Subspezies verwendet, doch die gemalte Hornform legt nahe, dass es sich bei den dargestellten Tieren um Hausrinder handelt.
Viele primitive Rinderrassen zeigen heute noch Charakteristika der Fellfarbe des Urs, wie etwa die schwarze Färbung der Bullen mit einem hellen Aalstrich, das weiß umrandete Flotzmaul und mitunter auch den typischen Geschlechtsdimorphismus. Ein Attribut, das dem Auerochsen oft zugesprochen wird, sind hell gefärbte Stirnlocken. Dass der Auerochse über deutlich ausgeprägtes lockiges Haar auf der Stirn verfügte, das man auch bei vielen Hausrind-Stieren findet, geht aus historischen Berichten hervor, doch niemals wird für diese eine besondere Farbe beschrieben. Daher beschreibt van Vuure (2005) die helle Farbe der Stirnlocken als eine Verfärbung, die nach der Domestikation auftrat. Er merkt jedoch an, dass auch bei Gauren eine hellere Farbe dieser Partie zu finden ist. Ein Gen, das für dessen Ausprägung verantwortlich ist, ist derzeit noch nicht bekannt.
Zebuine Rassen verfügen über das sogenannte Zebu tipping-Gen, das helle Beininnenseiten und Flanken verursacht. Ob dieses Gen in deren Wildform, dem Indischen Ur, vorhanden war, wurde nicht getestet.

## Habitat, Ökologie und Verhalten

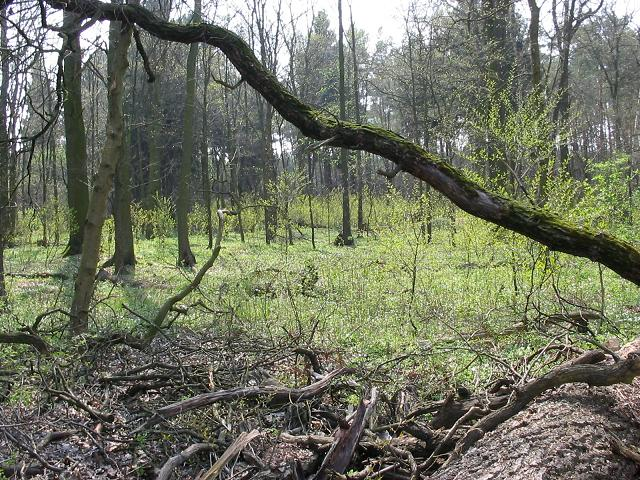
Erlenbruchwald bei Saarmund. Bruchwälder wie dieser stellten ein Refugium des Auerochsen während der letzten Jahrhunderte seiner Existenz dar.

Hinsichtlich des bevorzugten Habitats des Urs herrscht Uneinigkeit. Während manche den Auerochsen ähnlich dem Waldbüffel als Bewohner der Wälder betrachten (u. a. Cis van Vuure 2002 und 2005), beschreiben andere den Auerochsen als Bewohner offenen Graslandes, der zusammen mit anderen großen Pflanzenfressern für den natürlichen Erhalt dieser Flächen sorgte.
Der Auerochse ist mit seinem hypsodonten Gebiss auf das Grasen ausgerichtet und hatte wahrscheinlich eine sehr ähnliche Nahrungsauswahl wie heutige Hausrinder, war folglich also kein Äser wie Rothirsche oder Rehe oder ein Semi-Intermediärfresser wie der Wisent. Vergleiche der Isotopenlevels im Knochenmaterial neolithischer Auerochsen und Hausrinder legen nahe, dass Ure sumpfigeres Terrain als ihre domestizierten Nachkommen bevorzugten.
Aus dem Bericht von Anton Schneeberger in Gesner (1602) geht hervor, dass neben Gräsern während des Winters auch Laub und Eicheln einen wichtigen zusätzlichen Teil der Nahrung der Auerochsen darstellten.
Als in nachchristlicher Zeit der Lebensraum für den Auerochsen infolge der stetigen Populationszunahme des Menschen immer geringer und fragmentierter wurde und das Wildrind auf Teilen seines Verbreitungsgebietes bereits ausgerottet war, fungierten Sümpfe, Brüche und Auwälder als Refugien der Ure. Dort blieben sie sowohl von der Umwandlung ihres Lebensraums in Weidegründe für Nutzvieh als auch aufgrund der schwereren Zugänglichkeit vom Jagddruck einigermaßen verschont. Deshalb ist etwa in alten angelsächsischen Liedern vom Auerochsen als Morstapa, „Sumpfbewohner“, die Rede.
Wie viele andere Hornträger bildeten auch Auerochsen zumindest einen Teil des Jahres Herden. Diese zählten wahrscheinlich nicht mehr als 30 Tiere und bestanden hauptsächlich aus Kühen mit ihren Kälbern und Jungbullen. Ältere Bullen lebten wahrscheinlich allein oder bildeten eigene kleine Bullenherden. Die Rangordnung wurde, davon ausgehend, dass das Sozialverhalten des Urs dem der Hausrinder und anderen Wildrindern entsprach, durch Imponiergesten und auch heftige Kämpfe ausgetragen, die auch zwischen Kühen stattfinden können. Wie bei anderen Huftierarten, welche getrenntgeschlechtliche Herden bilden, ist ein deutlicher Geschlechtsdimorphismus feststellbar. Die Tatsache, dass die Bullen außerhalb der Brunftzeit weitgehend allein lebten, machte einen Selektionsdruck auf möglichst große Männchen möglich, da ihnen auf einem Weidegrund allein mehr Nahrung zur Verfügung stand als in einer Herde. Bei Huftieren, welche gemischtgeschlechtliche Herden bilden, etwa Pferden, ist hingegen kaum ein Geschlechtsdimorphismus festzustellen.
Während der Brunftzeit, die beim Auerochsen wahrscheinlich im Spätsommer oder Frühherbst lag, trugen die Bullen heftige Kämpfe aus. Aus dem Wald von Jaktorów ist bekannt, dass dabei auch Männchen getötet werden konnten. Während des Herbstes fraßen sich die Auerochsen eine Speckschicht für den Winter an und erschienen daher etwas dicklicher als während des restlichen Jahres. Im Frühjahr kalbten die Kühe, wofür sie sich in den Wald zurückzogen. Das Muttertier verweilte dort und bewachte und verteidigte das Kalb, bis dieses stark genug wurde, um mit auf den Weidegrund genommen zu werden. Die Kälber waren Angriffen von Wölfen gegenüber verletzlich (siehe Schneeberger in Gesner, 1602).
Gesunde ausgewachsene Ure waren wahrscheinlich eher weniger von diesem Raubtier bedroht. Im Europa der Prähistorie sowie Nordafrika und Asien stellten Großkatzen wie Löwen und in Asien zusätzlich Tiger, aber auch Hyänen zusätzliche natürliche Feinde dar.
Aus historischen Quellen, etwa Caesar (De Bello Gallico) oder Schneeberger, geht hervor, dass der Auerochse schnell und beweglich war und sehr aggressives Verhalten an den Tag legen konnte. Laut Schneeberger nahmen Auerochsen von einem sich nähernden Menschen kaum Notiz und zeigten auch bei lautem Geschrei kaum Reaktion. Reizte oder jagte man aber einen Ur, so konnte dieser sehr aggressiv und gefährlich werden, nahm die ihn bedrängende Person auf die Hörner und schleuderte sie in die Luft, wie Anton Schneeberger in seinen Brief an Conrad Gessner im Jahr 1602 schrieb. Grundsätzlich muss der Auerochse jedoch ein dem Menschen gegenüber nicht per se angriffslustiges Tier gewesen sein, ansonsten wäre er für die Domestikation kaum tauglich gewesen.

## Ursprüngliche Verbreitung und geographische Variation

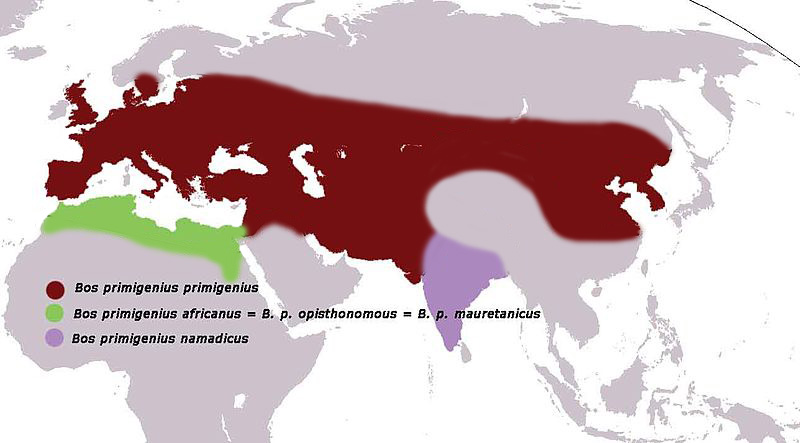
Ursprüngliches Verbreitungsgebiet des Auerochsen (unterteilt in die drei Hauptformen)

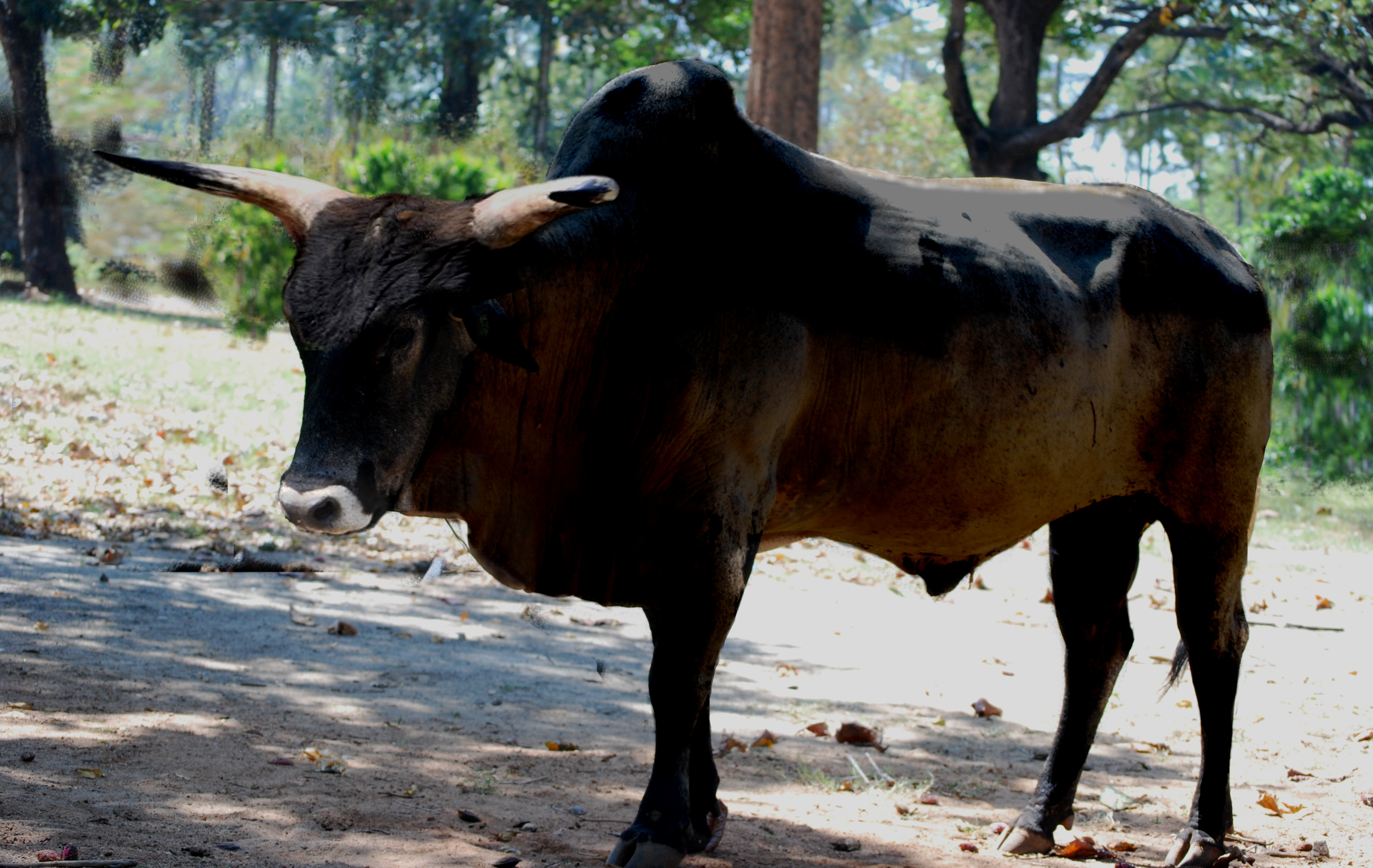
Spekulative Lebendrekonstruktion eines Indischen Auerochsen (B. p. namadicus)

Das ursprüngliche Verbreitungsgebiet des Auerochsen umfasste große Teile des gemäßigten und subtropischen Eurasien, der Auerochse kam ebenso in Teilen Indiens und Nordafrikas vor, wo jedoch jeweils andere Subspezies lebten. Die indische Form des Auerochsen (Bos primigenius namadicus), die im späten Pleistozän auf dem Subkontinent vorkam und der vermutliche Vorläufer des Zeburindes ist, wird bzw. wurde von manchen allerdings auch als eigene Art, Bos namadicus beziehungsweise Bos indicus, geführt. Der Indische Auerochse überlebte bis in die Jungsteinzeit, wo er vermutlich vor 8000 Jahren im Norden des Indischen Subkontinents domestiziert wurde. Fossilfunde aus Gujarat und dem Gangesgebiet deuten darauf hin, dass wilde Auerochsen hier noch vor 5000 bis 4000 Jahren neben domestizierten Zeburindern vorkamen. In Südindien ist der wilde Indische Auerochse bis vor mindestens 4400 Jahren sicher nachgewiesen. Die nordafrikanische Unterart B. p. africanus (Juniorsynonym mauretanicus) ist der eurasischen anatomisch sehr ähnlich und steht laut Cis van Vuure möglicherweise auf rein geographischer Basis. Obwohl keine geographische Barriere zwischen Nordafrika und dem Nahen Osten bestand, dürften sich jedoch nordafrikanische und eurasische Auerochsen genetisch unterschieden haben. Vom Spätpleistozän bis vor mindestens 3000 Jahren kam der Auerochse auch in Ostasien vor, wo er etwa im chinesischen Yangyuan (Provinz Hebei) nachgewiesen ist.
In der Regel werden drei Unterarten unterschieden, die alle in der Wildform ausgestorben sind:
- Europäischer Auerochse (Bos primigenius primigenius)
- Indischer Auerochse (Bos primigenius namadicus)
- Afrikanischer Auerochse (Bos primigenius africanus = mauretanicus)

Diese Aufteilung basiert allerdings auf traditionellen Konzepten. Analysen von prähistorischer DNA ergeben ein komplexeres Bild. So unterschieden sich etwa Auerochsen, die einst in Italien lebten, nach Analysen der mitochondrialen DNA deutlich von den Auerochsen Nord- und Mitteleuropas. Im Gegensatz dazu scheinen sie verschiedene mitochondriale Sequenzen mit den Auerochsen des Nahen Ostens zu teilen, die als die wichtigste Stammform der Europäischen Hausrinder gelten. Nach diesen Befunden wurde Mitteleuropa nach dem Ende der letzten Kaltzeit nicht von Auerochsen aus Italien kolonisiert, sondern von Auerochsen aus einem anderen kaltzeitlichen Refugium. In Betracht kommen hier möglicherweise Auerochsen, welche die Kaltzeiten auf der Iberischen Halbinsel überdauert haben. Allerdings besitzen die meisten bisher untersuchten Auerochsen der Iberischen Halbinsel den gleichen mitochondrialen DNA-Haplotyp wie italische Auerochsen beziehungsweise europäische Hausrinder. Lediglich ein etwa 4000 Jahre altes Exemplar aus Nordspanien, das morphologisch zuerst für ein Hausrind gehalten wurde, besitzt den Haplotyp des nordeuropäischen Auerochsen.
Neben den großen Kontinentalvertretern des Auerochsen wurden von einigen Inseln des Mittelmeers auch kleinere Formen beschrieben. Diese werden teilweise als eigenständige Unterarten geführt, dazu gehören:
- Bos primigenius bubaloides von Pianosa, Italien
- Bos primigenius siciliae von Sizilien, Italien
- Bos primigenius thrinacius von Kythira, Griechenland

Die drei bekannten endemischen Unterarten des Mittelmeergebietes entstanden infolge der Abtrennung von den Festlandspopulationen im Laufe des Pleistozäns, wodurch eine Inselverzwergung einsetzte. Für die Inselformen werden durchschnittliche Körpergewichte von 380 kg (Kythira), 430 kg (Silzilien) und 480 kg (Pianosa) angegeben.

## Entwicklung, Domestikation und Ausrottung

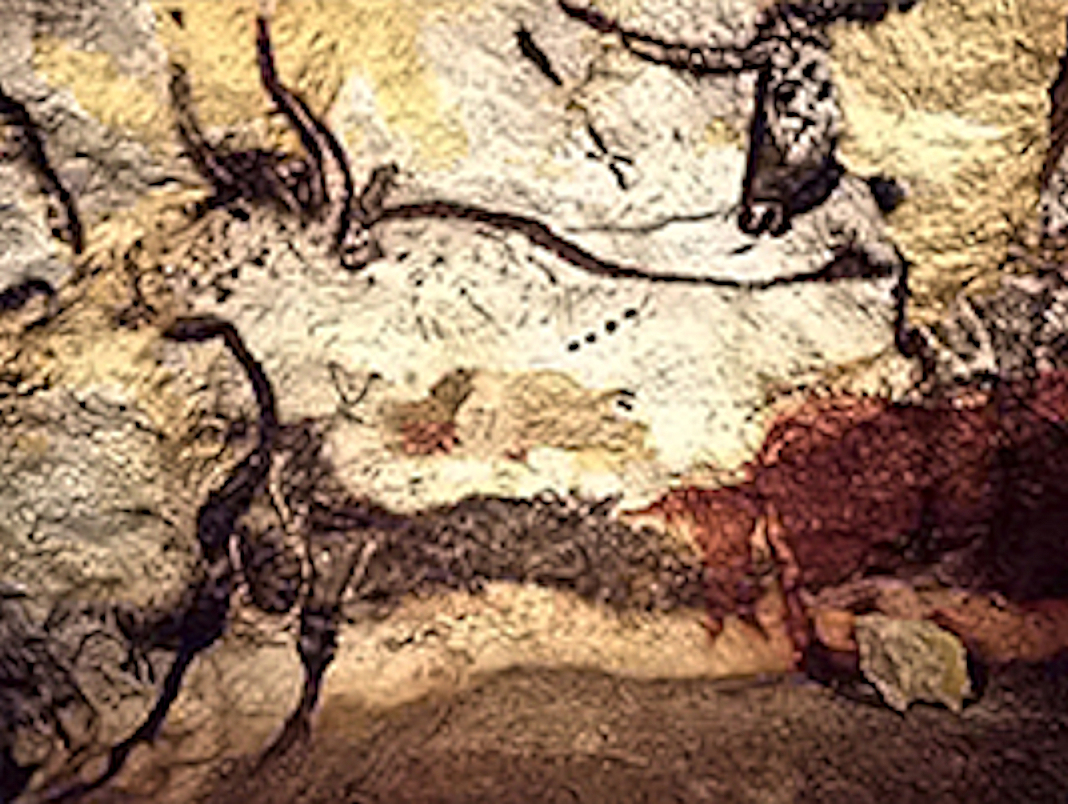
Prähistorische Höhlenzeichnung eines Auerochsen in Lascaux

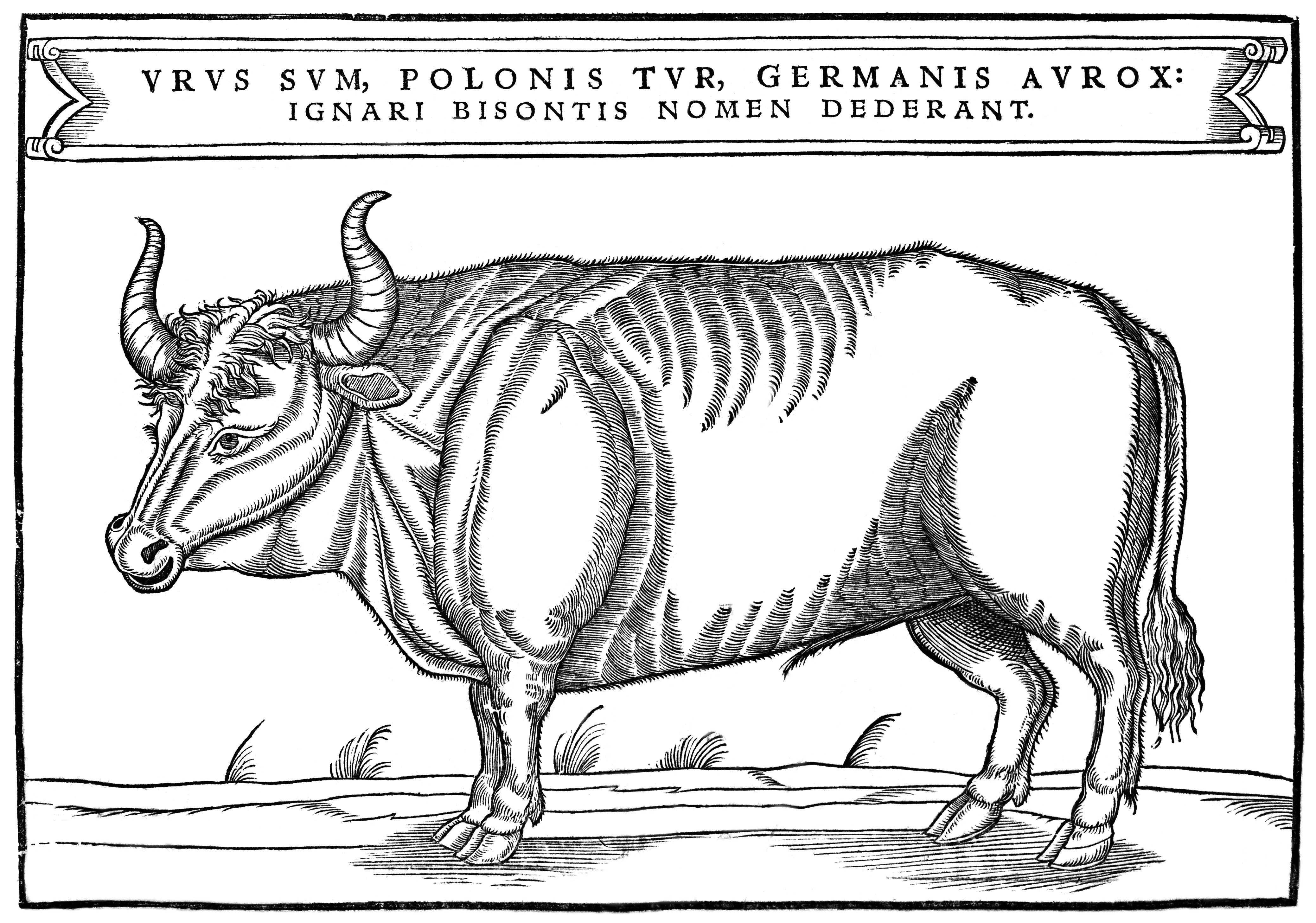
Bild vom Buch Siegmunds von Herberstein (Ausgabe 1556) mit der lateinischen Unterschrift Urus sum, polonis Tur, germanis Aurox: ignari Bisontis nomen dederant (Ich bin der Ur, polnisch Tur, deutsch der Auerochs, Ungelehrte nennen mich Bison)

Infolge der Abkühlung des globalen Klimas im Pliozän begannen sich Grasländer weiter auszudehnen, was die Entwicklung hypsodonter Pflanzenfresser begünstigte, darunter die Gattung Bos. Wann und wo sie sich genau entwickelte, ist umstritten. Bos, insbesondere Bos primigenius, zeigen einen modifizierten Schädelbau und unterscheiden sich von anderen Rindergattungen wie Bison, Leptobos oder Bubalus deutlich. Bos acutifrons wurde unter anderen als Vorläuferspezies des Auerochsen vorgeschlagen.
Die ältesten Auerochsenfunde stammen aus Wadi Sarrat in Tunesien in Nordafrika und datieren an dem Beginn des Mittleren Pleistozän, sie dürften somit rund 700.000 Jahre alt sein. Ähnliche alte Funde sind aus Asbole am Awash in Äthiopien belegt. In Europa trat der Auerochse wenig später auf, zu den ältesten Nachweisen gehören jene von Notarchirico im südlichen Italien mit einem Alter von rund 600.000 Jahren. In Mitteleuropa trat der Auerochse vermutlich nicht vor der Holstein-Warmzeit auf. Einer der ältesten Funde ist ein Schädel aus einer archäologischen Ausgrabungsstätte im Tagebau Schöningen, dessen Alter rund 300.000 Jahre beträgt. Ihm zur Seite stehen Reste aus Steinheim an der Murr, die etwa zeitgleich sein dürften. Während der Kaltzeiten ist immer wieder ein Rückzug der Auerochsen, als weniger kältetolerante aus Südasien stammende Art, in Europa in den Süden zu verzeichnen. Der Auerochse gehörte dem Palaeoloxodon-antiquus-Faunenkomplex an, dem auch andere eher wärmegebundene Arten wie Europäischer Waldelefant, Damhirsch und Reh, Flusspferd, Europäischer Wasserbüffel und Waldnashorn angehörten. Während der Kaltzeiten wurden diese Arten von kältetoleranteren Pendants aus dem Norden, etwa Wollhaarmammut, Wollnashorn, Steppenbison und andere ersetzt. Nachdem im ausgehenden Pleistozän und beginnenden Holozän eine große Zahl nicht nur europäischer Großtiere ausgestorben bzw. ausgerottet waren, war der Auerochse gemeinsam mit Wisent und Wildpferd zu einem der wichtigsten europäischen Großhuftiere geworden und ist in holozänen Knochenbetten dementsprechend häufig zu finden.
Vor etwa 9000 Jahren setzte die Domestikation des Auerochsen ein. Es gab mindestens zwei Domestikationsereignisse. Das frühere betraf den Indischen Auerochsen Bos primigenius namadicus, welcher die zebuinen Hausrinderrassen hervorbrachte. Das zweite begann vor etwa 8000 Jahren und betraf den eurasischen Auerochsen, Bos primigenius primigenius; es ließ die taurinen Hausrinderrassen entstehen. Diese Domestizierung fand im Bereich des heutigen Nahen Ostens wie Syrien, Irak und Pakistan statt. Dies geht aus den Analysen mitochondrialer DNA hervor.
Diese Hausrinder, die domestizierten nahöstlichen Auerochsen, gehen auf etwa 80 Wildkühe zurück und wurden im Laufe der Neolithisierung in Europa eingeführt. Die Domestikation des Rindes war offensichtlich räumlich beschränkt. Dieses Modell wird durch Sequenzanalysen der mitochondrialen DNA von Hausrindern gestützt, die sich von der des Auerochsen Nord- und Mitteleuropas unterscheidet. Allerdings besaßen italische Auerochsen ähnliche Haplotypen wie europäische Hausrinder. Dies wird damit erklärt, dass Italien während der letzten Kaltzeit möglicherweise ein Refugium für Auerochsen war, der Rest Europas jedoch von einer sich genetisch unterscheidenden Urpopulation wiederbesiedelt wurde. Daher kann eine gewisse Beteiligung weiblicher italischer Auerochsen am europäischen Hausrindgenom nicht ausgeschlossen werden. Darüber hinaus gibt es Hinweise darauf, dass in Ausnahmefällen auch Weibchen der nordeuropäischen Auerochsen ins Erbgut der europäischen Hausrinder eingegangen sind. Während weibliche Introgression von Auerochsen vermutlich eher selten war, schließt das mitochondriale Genom Beiträge von Wildstieren keineswegs aus. Ältere Studien suggerierten, dass solche Beiträge in Nordeuropa häufig erfolgten, was mittlerweile als überholt gilt.

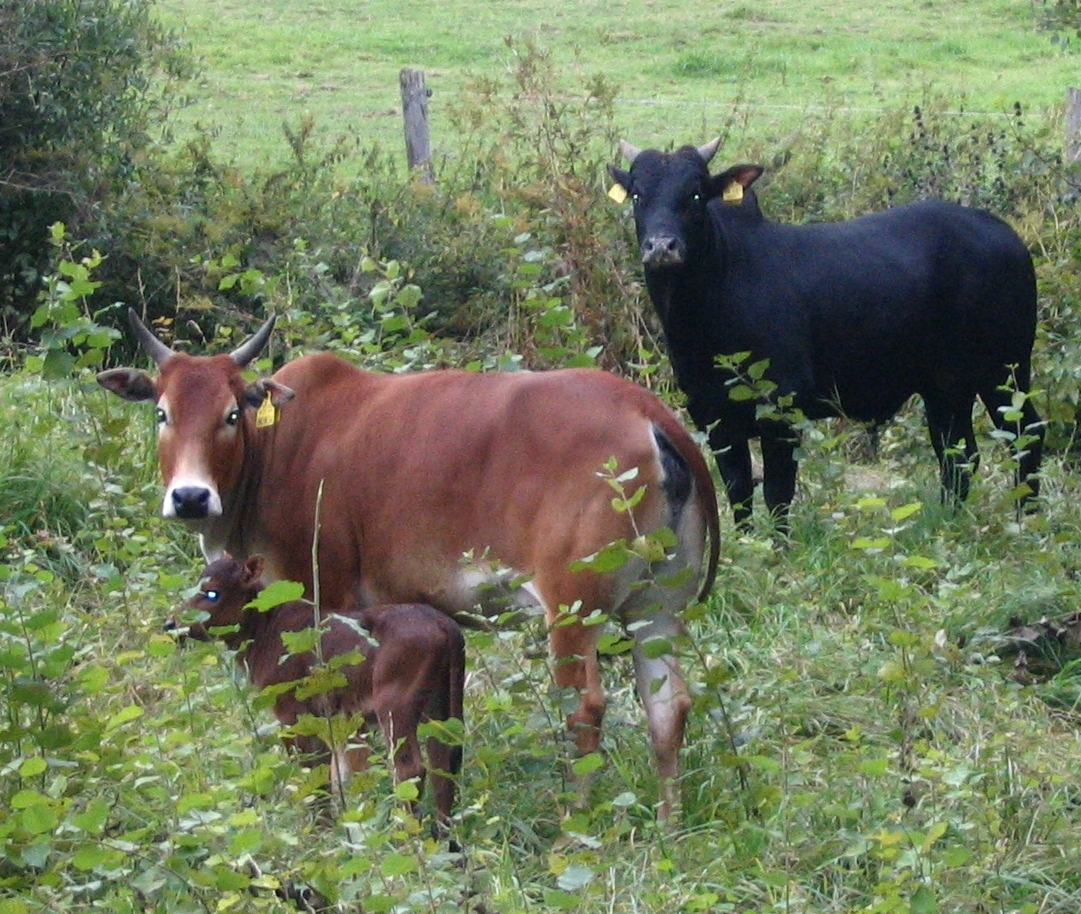
Zebuine Hausrinder, hier Zwergzebus, sind domestizierte indische Auerochsen.

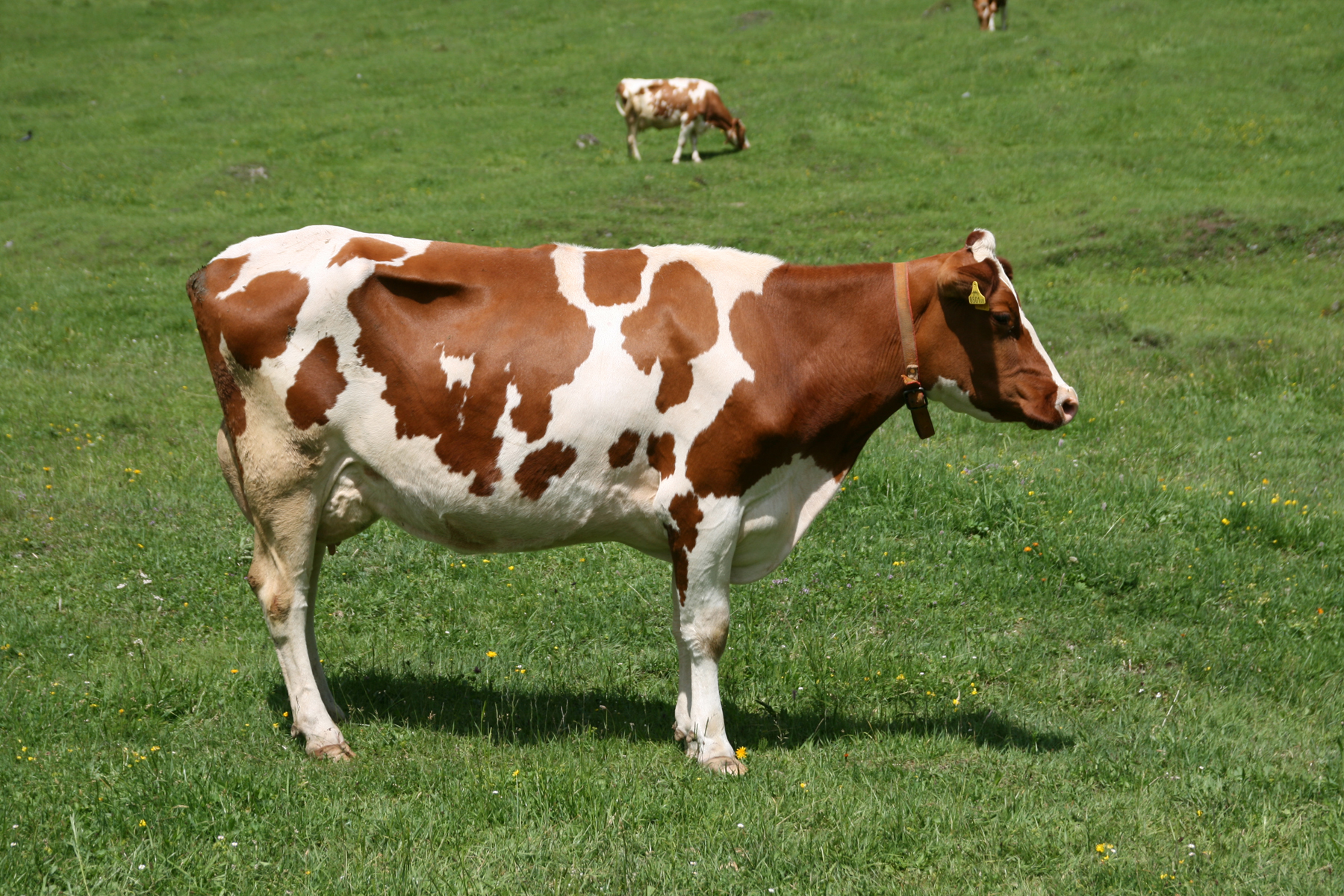
Taurine Hausrinder sind domestizierte eurasische Auerochsen.

Das Zebu bzw. der indische Auerochse wird von manchen Autoren als eigene Art, Bos indicus bzw. Bos namadicus, geführt. Die Linien der Zebus und der taurinen Hausrinder, also von B. p. namadicus und B. p. primigenius trennten sich bereits vor etwa 300.000 Jahren, dennoch sind sie miteinander uneingeschränkt kreuzbar, was, neben der phänotypischen Ähnlichkeit der indischen Wildform mit der eurasischen, gegen eine Separation auf Speziesebene spricht.
Der Auerochse war das erste Wildrind, das domestiziert wurde. In der Folge wurden auch Banteng, Gaur, Yak und der wilde asiatische Wasserbüffel zu Haustieren. Der Beweggrund für die Domestizierung dieser Tiere liegt darin, sie immer für Fleisch, Milch oder kultische Rituale verfügbar zu haben, denn Jagd ist riskant und Erfolg nie garantiert. Auch konnten im Zuge der Domestikation gefügiger gemachte Rinder als Last- und Arbeitstiere eingesetzt werden. Die Haustierwerdung war wahrscheinlich eine graduelle Entwicklung, und Hausrinder voriger Jahrtausende sahen ihren wilden Vorfahren wahrscheinlich noch sehr ähnlich. Die ersten feststellbaren körperlichen Veränderungen waren reduzierte Körpergröße und verkümmerte Hörner. Die Zucht auf einen ertragreicheren Phänotyp verkürzte bei vielen Hausrindern zusätzlich die Beine und den Schädel und schuf einen langen, tonnigen Rumpf, der seine geschwungene Rückenlinie oft verlor. Nur noch wenige, gering produktive Rinderrassen aus dem Mittelmeerraum entsprechen ihrem wilden Vorfahr in diesen körperbaulichen Aspekten. Beispiele hierfür sind Rassen, die entweder zur Zugarbeit verwendet werden, wie Sayaguesa, Maronesa oder Pajuna, oder für Stierkämpfe, wie das Spanische Kampfrind.

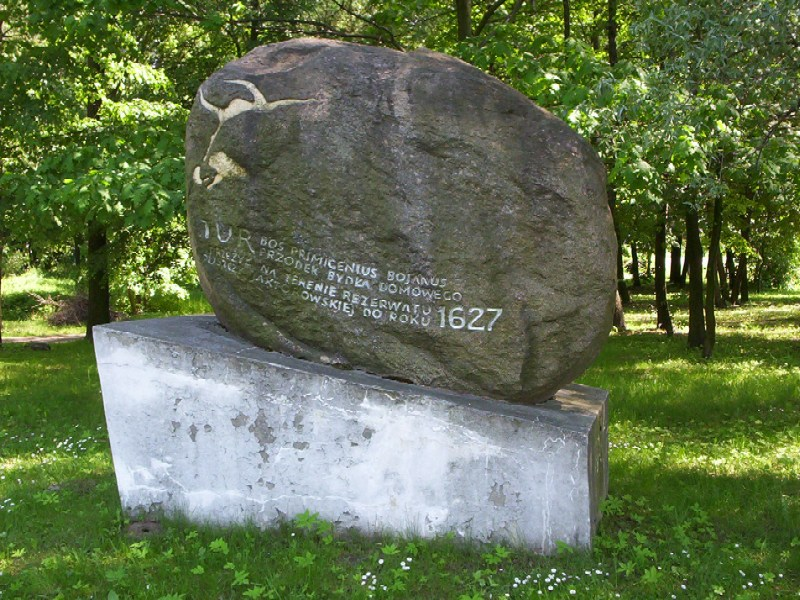
Denkmal für den letzten Auerochsen im polnischen Jaktorów

Während der indische Auerochse bereits im frühen Holozän aus dem Fossilbericht verschwand, hielten sich die eurasische und nordafrikanische Unterart bis in historische Zeit. Grundsätzlich ist zu beobachten, dass der Auerochse als ausgesprochener Kulturflüchter dort zuerst verschwand, wo die Besiedelungsdichte durch den Menschen besonders hoch war. Dies liegt daran, dass Habitatszerschneidung durch die Einführung von Weidevieh und Städte- und Siedlungsbau sowie Jagd dem Großtier zusetzten. Da Europa historisch der am dichtesten besiedelte Kontinent war, ist die Megafauna heute zumindest aus der freien Natur dementsprechend verarmt. Das Bevölkerungswachstum des Menschen ließ die Population und Verbreitung der Ure stetig schrumpfen. In Nordafrika und dem Nahen Osten verschwand der Auerochse wahrscheinlich im Laufe der Antike. In Europa und im Kaukasus hielt sich das Wildrind länger, doch mit der steigenden menschlichen Bevölkerung wurde es auch dort vor allem in nachchristlicher Zeit immer seltener. Doch bereits Caesar schrieb, dass Auerochsen und andere Großtiere nur im großen Wildnisgebiet des hercynischen Walds vorkämen. Der letzte bayerische Auerochse wurde um 1470 im Neuburger Wald geschossen. Die letzten Bastionen des Urs hielten sich im weniger dicht besiedelten Osteuropa, insbesondere in Ostpreußen, Polen und Litauen. Nachdem der Auerochse in Mitteleuropa ausgerottet worden war, stellte etwa ab dem 15. Jahrhundert die sogenannte Große Wildnis in Ostpreußen bzw. Polen das letzte Rückzugsgebiet der verbliebenen großen europäischen Huftiere Elch, Wildpferd, Wisent und Auerochse dar. Dieser europäische Urwald wurde ebenfalls mit der Zeit durch die stetig vordringende Bevölkerung verkleinert, heute stellen die Rominter Heide und der Białowieża-Urwald, mit noch vorhandenen Elchen und wiedereingeführten Wisenten, den letzten Rest des ehemals großen europäischen Wildnisgebietes dar. Ure sind aus ihm bereits seit Jahrhunderten verschwunden.
Gegen Ende des 16. Jahrhunderts wurden die letzten Exemplare im Wald von Jaktorów, 55 Kilometer südwestlich von Warschau, unter den Schutz des Landesherrn gestellt und gehegt. Otto Antonius wertete die vorhandenen Protokolle aus. Demnach zählte man 1564 acht alte und drei junge Stiere sowie 22 Kühe und fünf Kälber. 1599 waren noch 24 Exemplare vorhanden, 1602 aber nur noch vier. 1620 war noch eine einzige Kuh übrig, die 1627 starb. Diese letzte Auerochsen-Kuh wurde nicht gewildert, wie oft behauptet, sondern starb wahrscheinlich eines natürlichen Todes. Verantwortlich für das Verschwinden dieser letzten Ure in Jaktorów waren Krankheiten, Wilderei, zu einem gewissen Grad auch Jagd sowie der zunehmende Schwund des Lebensraums durch das Vordringen der lokalen Bauern in die Region, die ihre Rinder und Pferde auf den ehemaligen Weidegründen der Auerochsen weiden ließen. Der für die Ure begrenzte Lebensraum bedeutete Nahrungsmangel im Winter, was den Hungertod einiger Exemplare zur Folge hatte, sowie Stress. So töteten sich manche Bullen bei Kämpfen gegenseitig. Zusätzlich wurden besonders aggressive Bullen erschossen und ihr Fleisch an den König geliefert. All dies führte zu einem raschen Schwund der letzten Auerochsen in Jaktorów und schließlich zu ihrem Aussterben.
Daneben gibt ein Schriftverkehr aus dem Jahr 1610 einen Hinweis darauf, dass von der polnischen Adelsfamilie Zamoyski noch Ure in einem Gehege bei Zamość gehalten wurden, sodass neben den halbwilden Auerochsen in Jaktorów offenbar zu dieser Zeit noch eine zweite letzte Population existierte.

## Funde

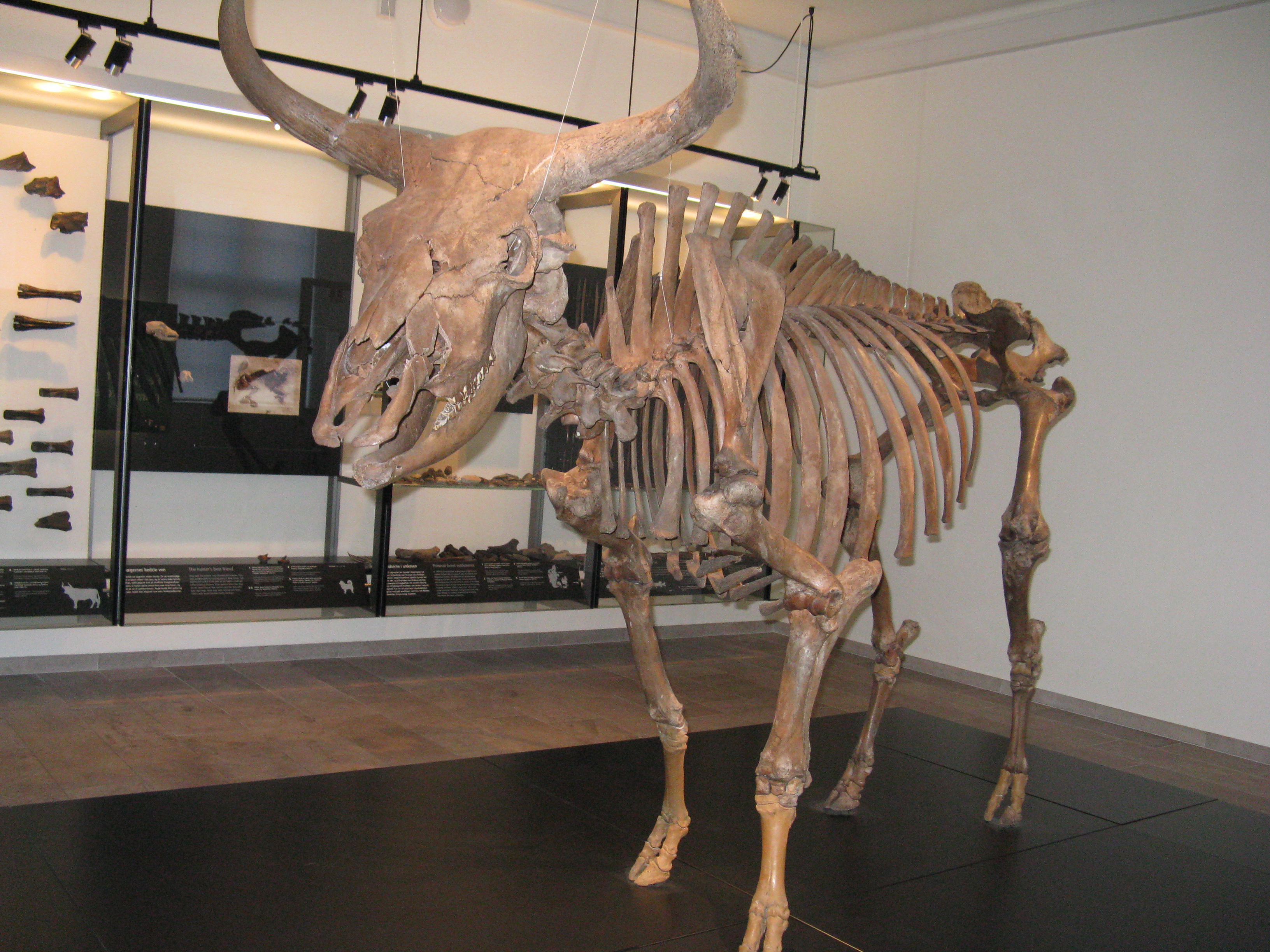
Eines der in Kopenhagen ausgestellten Auerochsen-Skelette

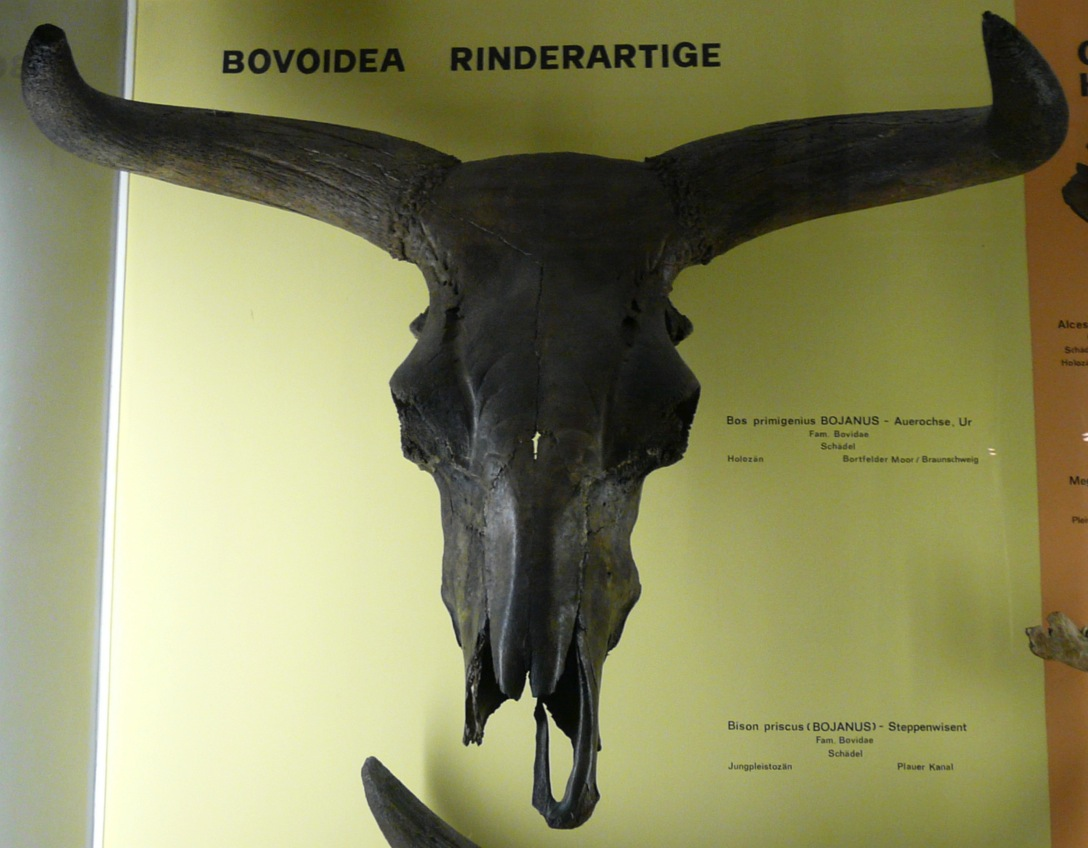
Holozäner Bullenschädel im Naturkundemuseum Berlin

Bei Auerochsenfunden ist zwischen pleistozänen und holozänen Funden zu unterscheiden. Nacheiszeitliche Funde der Auerochsen sind wesentlich häufiger. Ein Fund aus dem Pleistozän wurde 1910 in Steinheim an der Murr gemacht. Es handelte sich um das Skelett eines weiblichen Urs, welcher in typischer Ruheposition während einer gemäßigten Phase der Riß-Kaltzeit vor rund 250.000 Jahren verendete. Dieses Skelett befindet sich heute in Stuttgart im Museum am Löwentor.
Im Jahre 1985 wurde im Geiseltal im ehemaligen Braunkohle-Tagebau Mücheln im Landkreis Saalekreis das Skelett eines großen pleistozänen Auerochsen-Stiers gefunden, welches zusätzlich mit frühmenschlichen Feuersteingeräten assoziiert war und auf vor 200.000 Jahre datiert ist. Es ist heute im Landesmuseum für Vorgeschichte in Halle in einer attackierenden Pose ausgestellt.
Im Jahre 1821 wurde in Haßleben im weimarischen Moorland ein Urskelett geborgen und unter Johann Wolfgang von Goethes Leitung restauriert. Dieser Auerochse ist heute im Phyletischen Museum Jena ausgestellt. Goethe erkannte die Bedeutung des Fundes, das Skelett trug zur naturwissenschaftlichen Trennung von Auerochse und Wisent bei und wurde von Ludwig Heinrich von Bojanus als Holotypus der Art Bos primigenius festgelegt.
Im Odsherred auf der dänischen Insel Seeland wurden im 20. Jahrhundert zwei Skelette von Auerochsen im Abstand von nur 3,5 km gefunden. Der 1904 gefundene ist der 9500 Jahre alte „Ur von Vig“. Der 1983 gefundene ist der „Ur von Prejlerup“. Dieser vor etwa 8500 Jahren angeschossene Ur, in dessen vollständigem Skelett noch sechs Pfeilspitzen gefunden wurden, verendete in einem Moor. Beide Skelette sind heute in Kopenhagener Museen ausgestellt.
Auch Charles Darwin ist die Bergung und Präparation eines Auerochsenskelettes zu verdanken. Es handelt sich um eine holozäne Kuh mit einer Schulterhöhe von 145 Zentimetern aus den Burwell-Sumpfgebieten und ist eines der besterhaltenen Urskelette Großbritanniens. Der Fund ist heute im University Museum of Zoology in Cambridge ausgestellt.
Im Jahre 1974 wurde in Goldach im Kanton St. Gallen (Schweiz) ein weiteres Skelett eines angeblichen Auerochsen gefunden. Die Knochen des "Goldacher Rindes" werden im Naturmuseum St. Gallen aufbewahrt. Über die Universität Basel soll der Goldacher Auerochse aufgrund einer Untersuchung am Institut für Anthropologie der Universität Mainz auf 12.000 Jahre geschätzt worden sein und avancierte damit zum „besterhaltenen Urskelett“ der Schweiz. Aufzeichnungen davon sind jedoch keine vorhanden. Nach einer Veröffentlichung aus 2024 hat das Naturmuseum St. Gallen den Fund mittels Radiokarbondatierung (durchgeführt durch ETH Zürich) und Betrachtungen der Schädelmorphologie erneut bestimmen lassen: Das "Goldacher Rind" ist demnach zwischen 1694–1726 oder 1811– 1918 unserer Zeitrechnung (cal CE) gestorben und somit wesentlich jünger als die letzten bekannten Auerochsen. Außerdem weichen Schädel- und Hornform von der typischen Auerochsenmorphologie ab. Das "Goldacher Rind" wird deshalb heute als domestiziertes Hausrind interpretiert.
Im Jahre 1848 wurde im Füchtorfer Moor bei Sassenberg ein nahezu vollständiges Skelett einer Auerochsen-Kuh geborgen. 1986 wurde in derselben westfälischen Gemeinde ein ebenfalls nahezu vollständiges Skelett eines Auerochsen-Stieres gefunden. Es weist eine Schulterhöhe von 165 Zentimetern auf, beachtet man jedoch nicht erhaltenes Knorpelgewebe, dürfte der Bulle zu Lebzeiten die 170-Zentimeter-Marke erreicht haben.
Natürlicherweise sind vollständige Skelette in selteneren Fällen erhalten. Die meisten Überreste der Ure sind einzelne Skelettelemente wie etwa Schädelfragmente oder Hornzapfen. Die keratinöse Hornschicht ist nur sehr selten bei aus dem Erdreich geborgenen Funden erhalten. Der Schädel eines holozänen Auerochsen von beachtlicher Größe ist im Naturkundemuseum Berlin zu betrachten. Die durchschnittliche Profillänge eines Urschädels liegt zwischen 64 und 72 Zentimetern, doch ein riesenhafter Schädel, welcher sich im Natural History Museum in London befand, erreichte 91,2 Zentimeter Profillänge. In der paläontologischen Sammlung in Karlsruhe befindet sich der Schädel eines Bullen, dessen Hornzapfen jeweils über 90 Zentimeter Länge und 40 Zentimeter Umfang aufweisen, deren größter äußerster Abstand 92,5 Zentimeter beträgt.
Festzuhalten ist, dass derart große Exemplare in pleistozänen Fundstellen häufiger zu finden sind und auch nicht alle in Europa vorkommenden Urpopulationen Tiere von Maximalgröße aufwiesen.

## Der Auerochse in Mythologie und Kultur

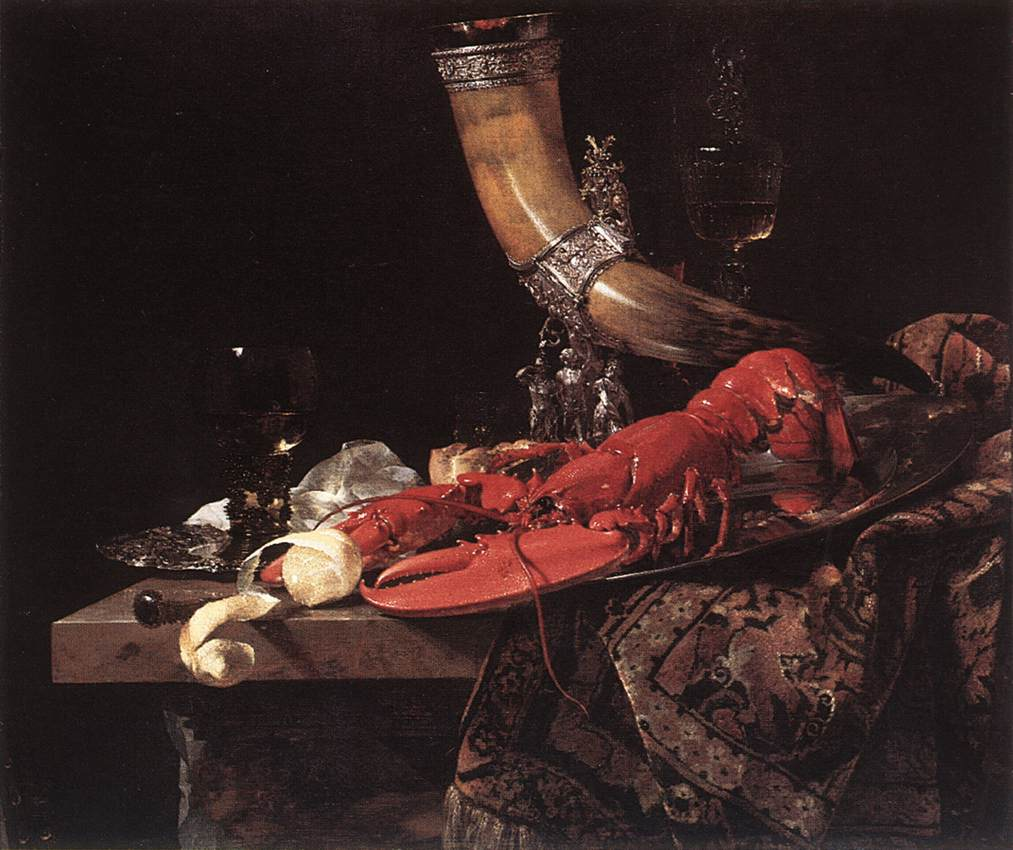
Stillleben von Willem Kalf, welches ein Auerochsenhorn zeigt

Der Auerochse wurde als wichtigstes Jagdwild des Menschen seit jeher mystifiziert. Älteste kulturelle Referenzen der Ure in Europa sind in den Höhlenmalereien etwa in Lascaux oder Chauvet zu finden, wo der Auerochs neben anderen eiszeitlichen Wildtieren dargestellt ist. Auch auf nordafrikanischen Wandmalereien und Steingravuren ist der Auerochse immer wieder zu finden.

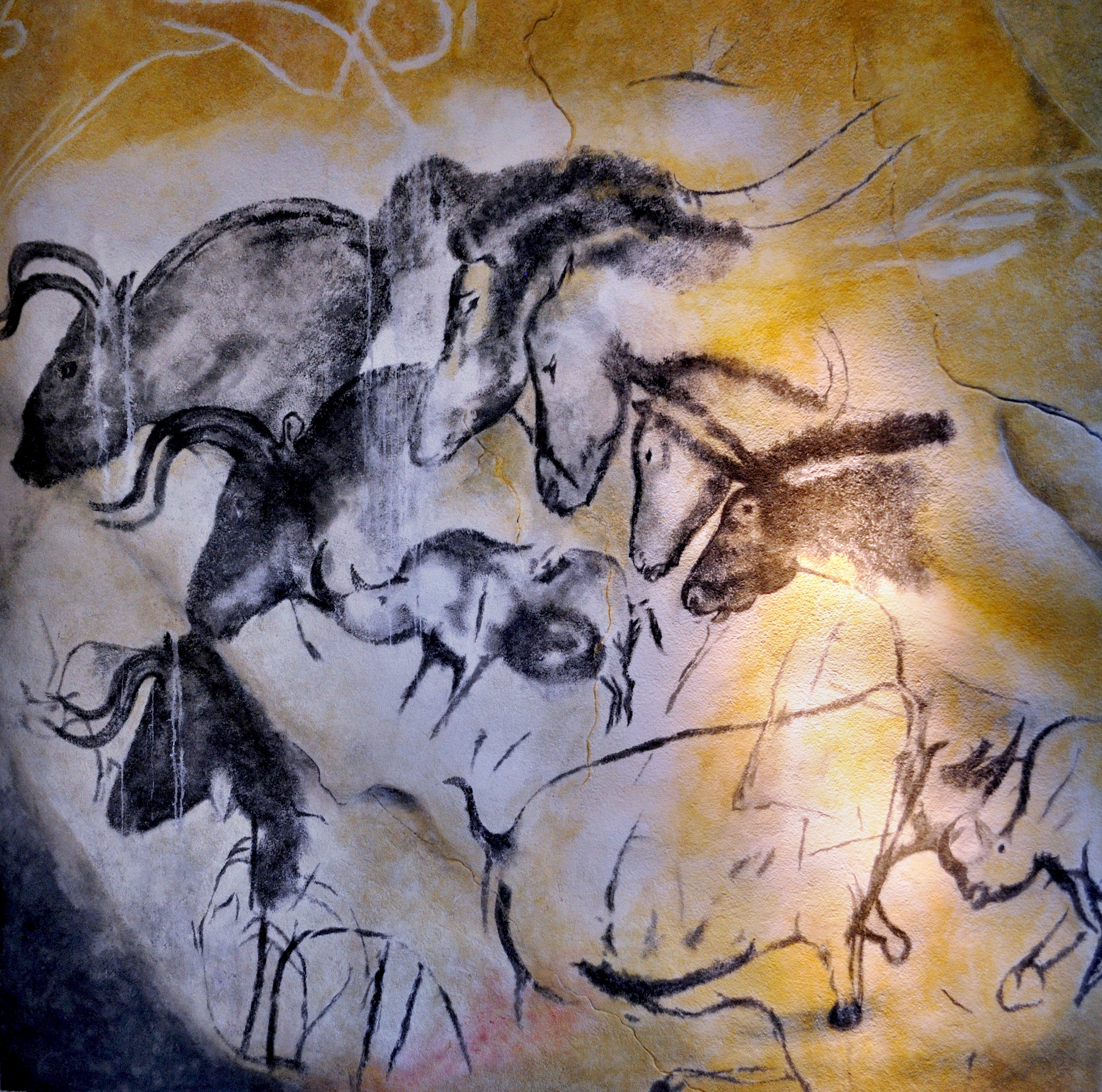
Mehr als 30.000 Jahre alte Darstellung von Auerochsen und anderen Tieren in der Chauvet-Höhle.

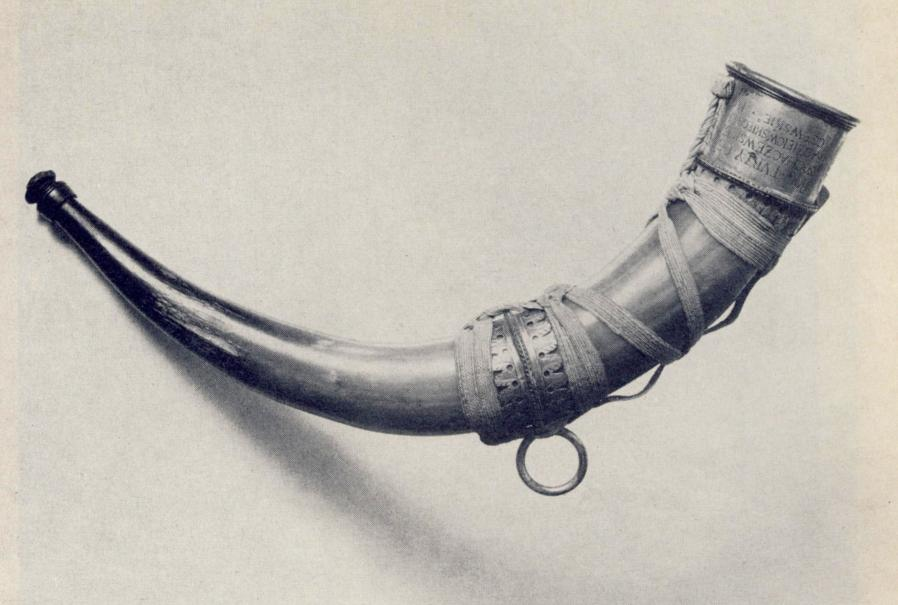
Horn des letzten Auerochsen-Stieres aus Jaktorow, heute in der Rüstungskammer in Stockholm

Neben den Vorläufern von Hausschaf und Hausziege war der Auerochse eines der ersten Herdentiere der Menschheitsgeschichte, das domestiziert wurde. Sein Nachkomme, das Hausrind, wurde so zum Symbol früher sesshafter Agrargesellschaften, sowohl in seiner wilden als auch in seiner domestizierten Form. Er stand als Ochse für die Feldarbeit oder als Kuh für ihre Milch.
Der Stier wurde zu einem zentralen Symbol in den meisten Mythen und Religionen der Agrargesellschaften, beispielsweise im ägyptischen Apis-Kult: Apis war der heilige Stier von Memphis, der als irdische Verkörperung des Gottes Ptah und später auch des Osiris verehrt wurde. Es gab zahlreiche Gräber mit mumifizierten Stieren. Im ägyptischen Mythos der beiden Brüder (aus der Zeit Sethos II., der im 12. Jahrhundert v. Chr. regierte) Anubis und Bata wird Bata in Gestalt eines Stiers wiedergeboren. Der Kriegerpharao wird in Form eines Stiers dargestellt, beispielsweise auf der Narmer-Palette oder der Taurus-Palette im Louvre.
Dasselbe gilt für Phönizien, wo der Gott El den Spitznamen „Stier“ trägt und dessen Symbol, ein umgedrehter Stierkopf mit der Bedeutung „domestiziert“, für den ersten Buchstaben des Alphabets – „A“ – verwendet wurde. Es ähnelt dem ägyptischen Symbol für „Ochsenkopf“ und erscheint auf Statuen und Paletten.
Und auf Kreta (das Fresko in Knossos aus dem Jahr 1450 v. Chr. zeigt Tänzer und einen Stier, dessen Bewegung an die Form der Insel Kreta mit ihren weißen Bergen im Westen, Lefka Ori, erinnert).

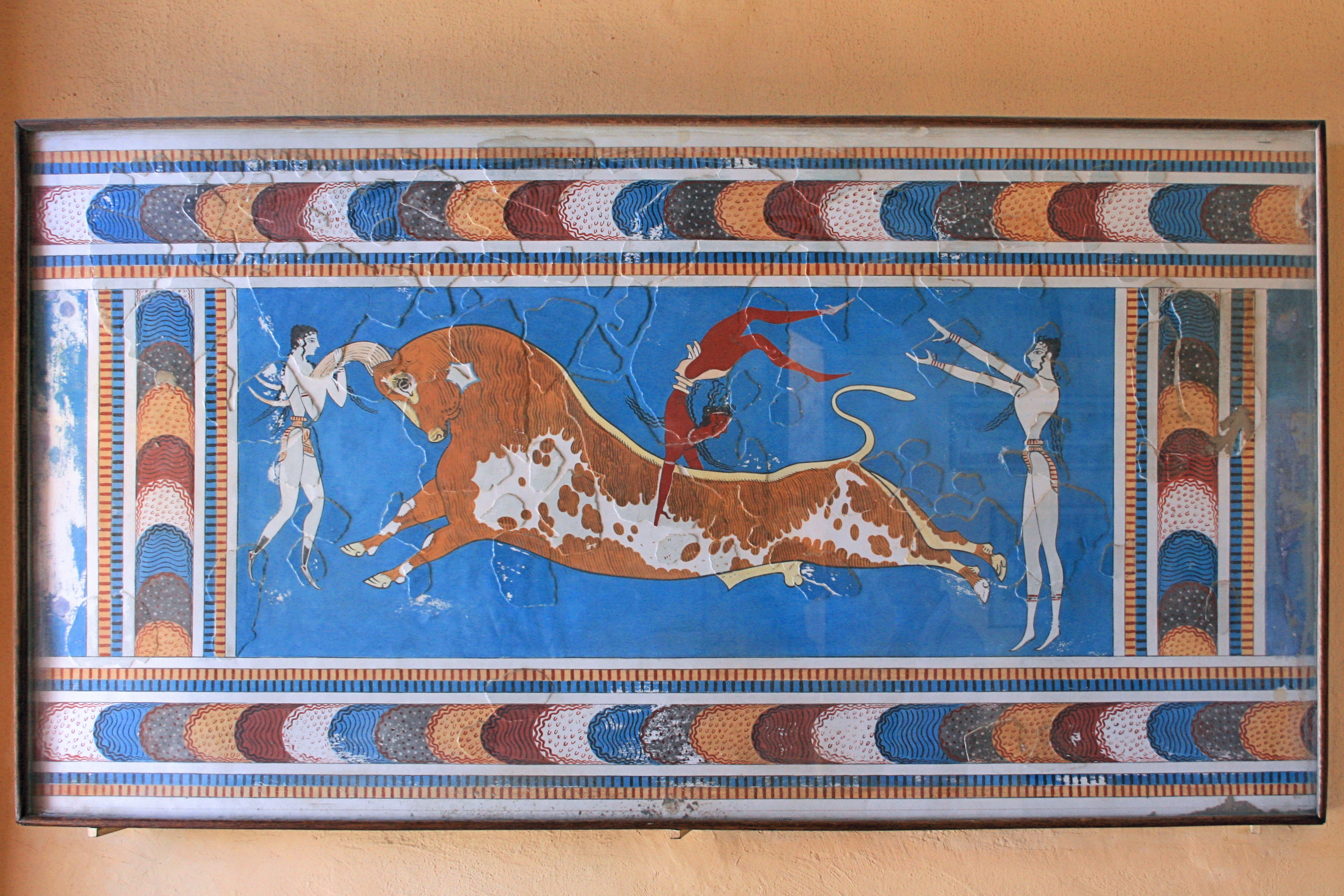
Knossos-Fresko mit Stier

Im antiken Griechenland verwandelte sich Zeus in einen weißen Stier, um die phönizische Prinzessin Europa zu verführen; Herkules entführte den Stier von Kreta, stahl dann die Herden roter Ochsen von den drei Geryon-Brüdern und starb anschließend. Vergleichbar sind auch die sumerischen Mythen oder die Stätte von Çatalhöyük mit ihren zahlreichen Darstellungen von Stieren sowie die Zucht von Stieren in Halbfreiheit rund um das Mittelmeer seit der Vorgeschichte.
In der gesamten Antike genoss der Auerochse einen hohen Stellenwert. So wurden Ur-Hörner des Öfteren von den Römern als Jagdhörner verwendet. Auerochsen befanden sich auch unter jenen wilden Tieren, welche man für Hetzen in den Amphitheatern fing. Gaius Iulius Caesar berichtet in De Bello Gallico von den Uren des Hercynischen Waldes, die etwas kleiner als Elefanten gewesen sein sollen. Sie seien überaus angriffslustig und ließen sich nicht zähmen. Die Germanen würden sich große Mühe machen, sie in Gruben zu fangen und zu töten. Junge Männer präsentierten dann die Hörner dem Volk, was ihnen große Ehre eingebracht haben soll.
Mit zunehmender Seltenheit der Auerochsen wurde die Jagd auf die Wildrinder ein Privileg des Adels und Zeichen von hohem Status. Etwa wird im Nibelungenlied auch von der Tötung von Uren durch Siegfried berichtet. Auerochsenhörner wurden vom Adel oft als Trinkhörner verwendet, wofür sie meist in Gold eingefasst und verziert wurden. Dies hat dazu geführt, dass heute eine große Zahl an Urhörnern erhalten ist, von denen die meisten jedoch verfärbt sind. Weiters ist auch auf einem Gemälde von Willem Kalf ein Auerochsenhorn zu sehen. Die Hörner des letzten Auerochsen-Stiers, welcher im Jahr 1620 starb, wurden ebenfalls in Gold eingefasst und befinden sich heute in der Rüstungskammer in Stockholm.
Schneeberger berichtet, dass man Auerochsen mithilfe von Pfeil und Bogen, Jagdhunden und Netzen jagte. Mit gefangenen Uren pflegte man ein Ritual, welches aus heutiger Sicht grausam erscheinen mag: Man schlug neben dem noch lebenden Wildrind Pfähle in den Boden, so dass es nicht entkommen konnte, und schnitt dem lebenden Auerochsen die Stirnlocken samt Haut vom Schädel. Aus dieser Stelle des Auerochsenfells fertigte man etwa Gürtel, welche sich, so der Mythos, auf die Fruchtbarkeit von Frauen positiv auswirken hätte sollen. War der Auerochse geschlachtet, so schnitt man das Herz heraus und legte einen kreuzförmigen Herzknochen frei. Dieser Knochen, welchen auch Hausrinder aufweisen, trug zur Mystifizierung des Wildrinds bei und ihm wurden magische Kräfte zugeschrieben.
In Osteuropa, wo sich der Auerochse am längsten hielt, hat das Tier auch Spuren in der Phraseologie hinterlassen. In Russland wird von einer betrunkenen Person, welche sich unwirsch verhält, gesagt, sie benehme sich „wie ein Ur“. Und auch in Polen wird eine sehr starke Person „ein Kraftprotz wie ein Ur“ genannt.
Auch in der mitteleuropäischen Kultur ist der Auerochse noch zu finden, vor allem in Toponymen. So sind die Namen von Orten wie Ursenbach und Aurach am Hongar am Auerochsen orientiert und des Öfteren findet sich das Wildrind auch in deren Emblems. Auch der Schweizer Kanton Uri ist eine Referenz zum Auerochsen. Das Fürstentum Moldau verwendete auf der Flagge einen Auerochsen-Kopf. Die Gründungslegende des Fürstentums besagt, dass der Fürst Dragoș während der Jagd auf einen Auerochsen einen neuen Landstrich entdeckte, auf welchem dieses gegründet wurde.
Seit dem Verschwinden des Auerochsen aus dem deutschen Sprachraum wurde der Wisent häufig mit dem Auerochsen verwechselt und ebenfalls als „Auerochse“ bezeichnet, was oftmals zu Verwirrungen in zeitgenössischen Berichten oder Darstellungen führte. Einzig in Polen, wo sich das Wildrind am längsten hielt, ging die eindeutige sprachliche Unterscheidung zwischen dem tur (Auerochse) und dem żubr (Wisent) nicht verloren. Erst im 19. Jahrhundert trennte die deutsche Sprache mit dem Aufschwung der Zoologie die beiden Rinderarten wieder. Auch wurde der Auerochse seit seiner Renaissance in der Naturwissenschaft als Stammform des Hausrindes erkannt – denn zu Lebzeiten des Tieres betrachtete man die „wilden Ochsen“ entweder als verwilderte Rinder oder Hybridformen mit dem Wisent, wie u. a. aus einem Schreiben Baron Bonars in Gesner (1602) hervorgeht. Als Stammform des Hausrindes wurden damals Wisent, Banteng oder Hybridformen in Betracht gezogen.

## Abbildzüchtungen

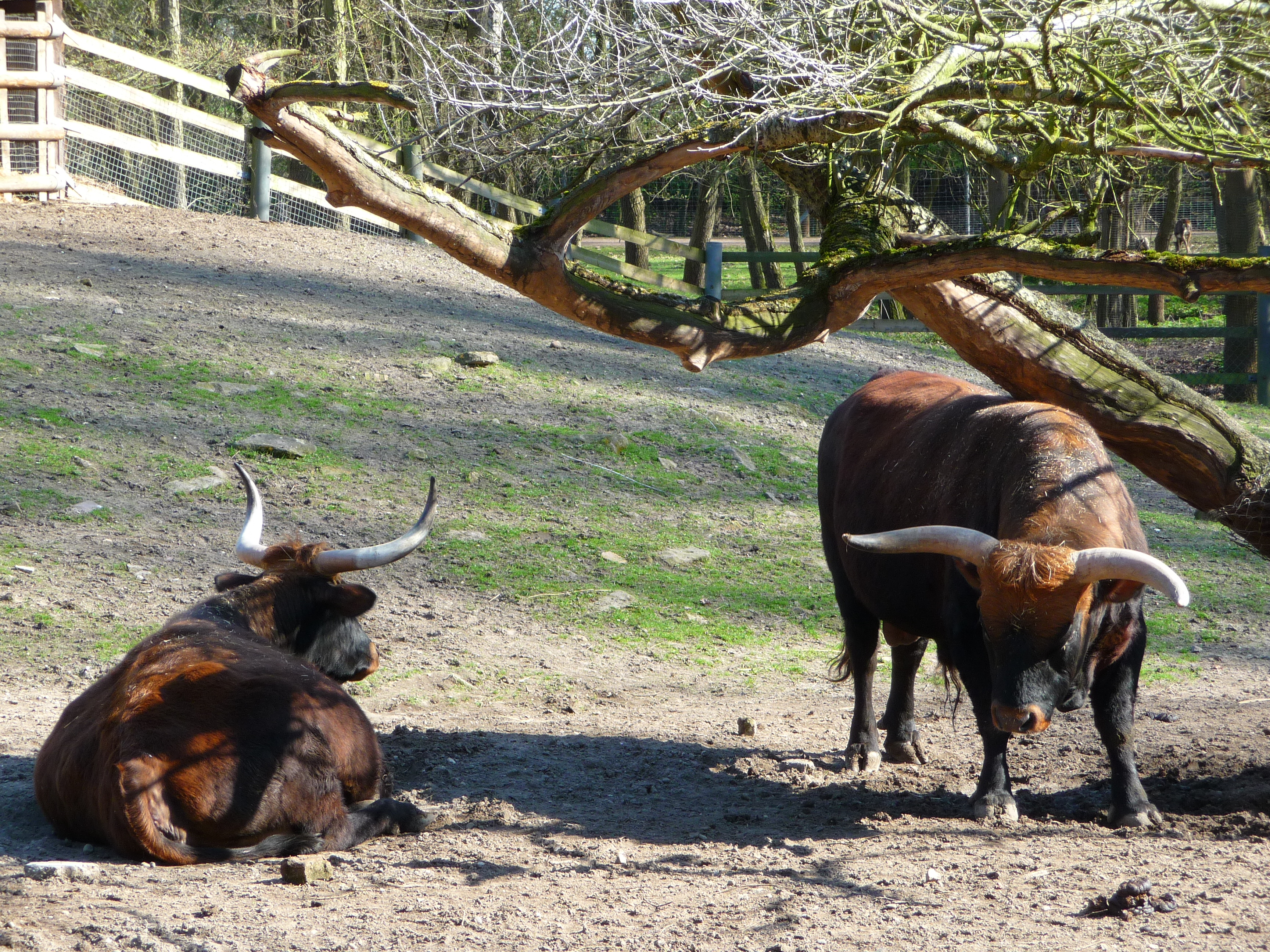
Heckrinder im Wildpark Ludwigshafen-Rheingönheim

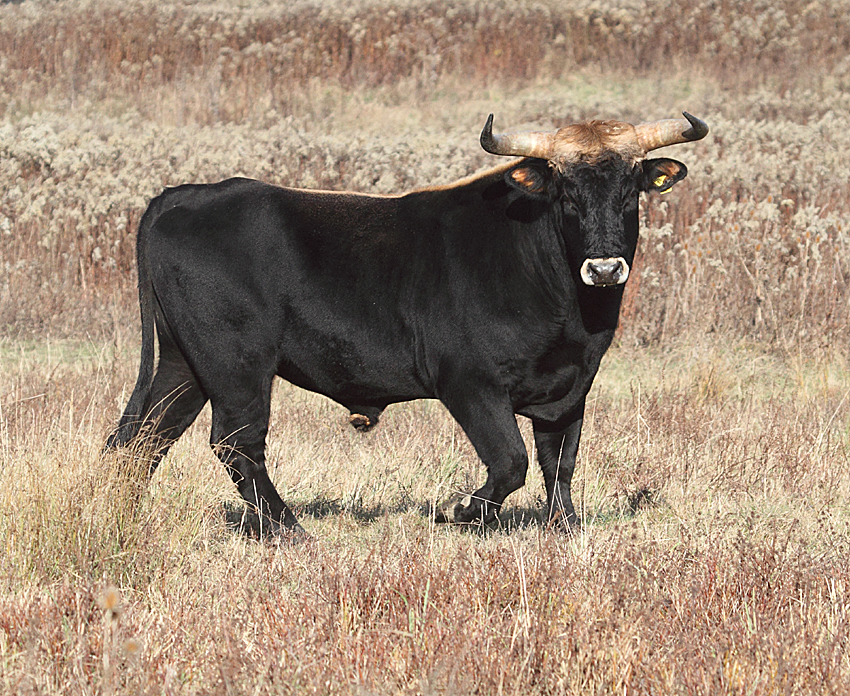
Taurusbulle im Naturschutzgebiet Lippeaue (SO-007)

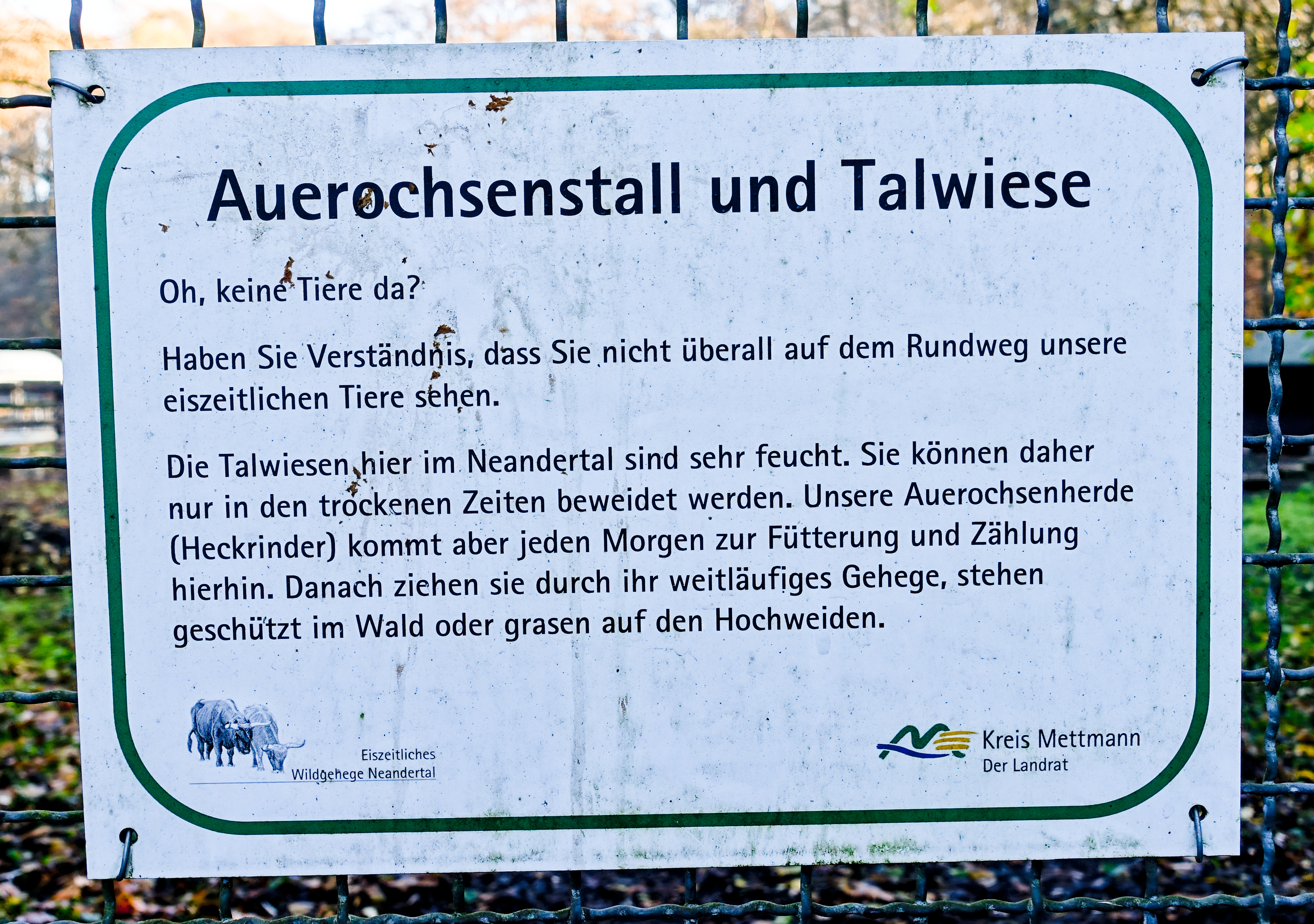
Im Wildgehege Neandertal (sowie etlichen anderen Tierparks in Deutschland) wird der Eindruck vermittelt, der Auerochse würde noch existieren. Die dortigen Tiere sind jedoch Heckrinder.

In einem Artikel des polnischen Zoologen Feliks Pawel Jarocki aus dem Jahre 1835 wurde die Idee, ein dem Auerochsen entsprechendes Tier entstehen zu lassen, erstmals formuliert. Es wurde postuliert, dass aus Hausrindern, welche der Wildnis ausgesetzt sind, nach einiger Zeit ein der Wildform ähnliches Tier entstehen könnte.
Da die taurinen und zebuinen Hausrinder allesamt vom Auerochsen abstammen und mit diesem einer Spezies angehören, existieren etliche Rassen, welche eine mehr oder minder große Anzahl an Wildeigenschaften behalten haben. Dies betrifft äußerliche Merkmale, etwa Ur-ähnliche Proportionen, Hörner oder Fellfarben, als auch die Fähigkeit, ganzjährig ohne den Menschen in der Wildnis auszukommen und Robustheit gegenüber vielen Krankheiten hochgezüchteter Rassen.
Heinz und Lutz Heck entwickelten nach dem Ersten Weltkrieg die Idee, die ursprünglichen Merkmale des Auerochsen, welche auf verschiedene Rassen verteilt sind, durch Kreuzungszucht und anschließende Selektion wieder zu vereinigen. Für dieses Vorhaben wurde der Begriff „Rückzüchtung“ geprägt, welcher heute zumeist abgelehnt und durch Abbildzüchtung ersetzt wird.
In den 1920er Jahren startete Heinz Heck sein Zuchtexperiment, wozu er Landrassen wie das Schottische Hochlandrind, das Steppenrind und das Korsische Rind, aber auch Milchrinder wie Braunvieh und Murnau-Werdenfelser verwendete. Das Zuchtresultat der Heckbrüder wird Heckrind genannt und wurde oft als „rückgezüchteter Auerochse“ propagiert. Zwar wurden durchaus Ähnlichkeiten bezüglich der Fellfarbe und Hörner erzielt, jedoch sind Heckrinder um einiges kleiner als der Auerochse und unterscheiden sich von diesem vor allem durch kürzere Beine, einen wenig athletischen „tonnenförmigen“ Körperbau, einen kurzen, eher kleinen Schädel sowie immer wieder auftretende abweichende Fell- und Hornvarianten. Folglich sei das Heckrind nicht auerochsenähnlicher als andere, ursprüngliche Hausrindrassen.
Seit 1996 wird von einigen Zuchtstandorten in Deutschland, aber auch etwa im Hortobágyi-Nationalpark die Kreuzung von Heckrindern mit ursprünglichen Rassen aus Südeuropa betrieben, um die Mängel bezüglich Größe, Eleganz, Bein- und Schnauzenlänge sowie Hornform zu beheben. Diese Kreuzungen werden unter der Bezeichnung Taurusrind zusammengefasst und ähneln dem Auerochsen mitunter deutlich stärker als übliche Heckrinder. Unter anderem wurde die Schulterhöhe einiger Bullen von 140 auf rund 165 cm angehoben. Heck- und Taurusrinder werden zur Beweidung von Naturflächen, extensiver Landwirtschaft und auch in Zoos in verschiedenen Ländern Europas gehalten.
Das seit dem Jahr 2009 bestehende TaurOs Project verwendet ebenfalls südeuropäische Primitivrassen wie Sayaguesa, Pajuna, Maremmana, Limia und andere sowie Schottische Hochlandrinder. Die Gründer- und Kreuzungstiere leben bereits jetzt u. a. frei im Naturreservat Keent (Niederlande) und Faia Brava (Portugal).
Jüngstes Projekt ist das Auerrindprojekt des Freilichtlabors Lauresham im hessischen Lorsch. Dieses Projekt beschränkt sich derzeit auf fünf Ausgangsrassen, Chianina, Maremmana, Sayaguesa, Ungarisches Steppenrind und Watussi.
Die Frage nach dem Sinn der Züchtung eines dem Auerochsen weitgehend ähnlichen Rindes lässt sich also nicht nur mit (paläo-)zoologischem Interesse, sondern auch mit Naturschutz-Gründen beantworten. Der moderne Naturschutz ist bestrebt, möglichst große Teile der ursprünglichen Fauna auf Teilflächen wieder anzusiedeln und die ursprüngliche Dynamik sich wieder entwickeln zu lassen. Hierfür ist die Auswilderung der entsprechenden Arten notwendig. Insbesondere das Großwild rückte durch die Megaherbivorenhypothese mehr ins Zentrum des Interesses. Doch manche Arten, wie der Auerochse in seiner Wildform, wurden restlos ausgerottet. Hier muss der Naturschutz auf Hausrinderrassen zurückgreifen, welche die Rolle ihres wilden Vorfahren ausreichend erfüllen können. Dafür kommen verschiedene Robustrassen in Frage, doch ist ein dem Auerochsen möglichst ähnliches Tier die bestgeeignete und authentischste Option.

## Auerochsenartige Rinderrassen (Auswahl)

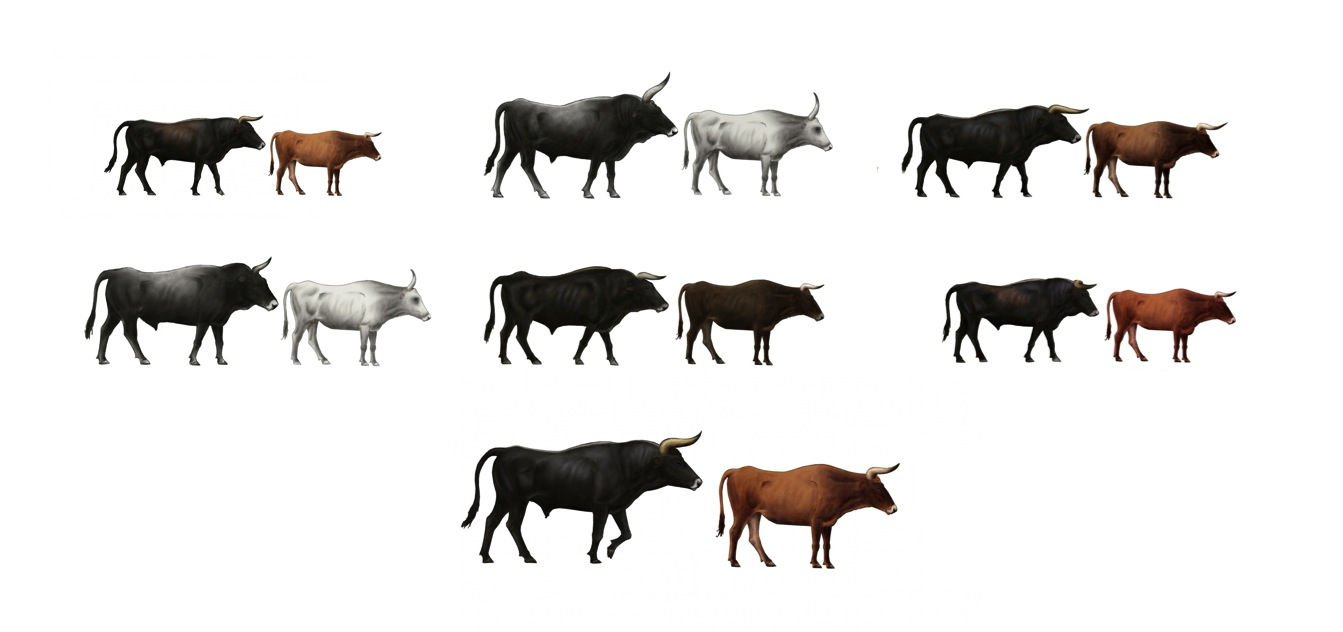
Südeuropäische Primitivrassen: (obere Reihe von links nach rechts) Limia, Maremmana primitivo, Maronesa; (untere Reihe) Podolica, Sayaguesa, Pajuna. Darunter der Auerochse als Vergleich.

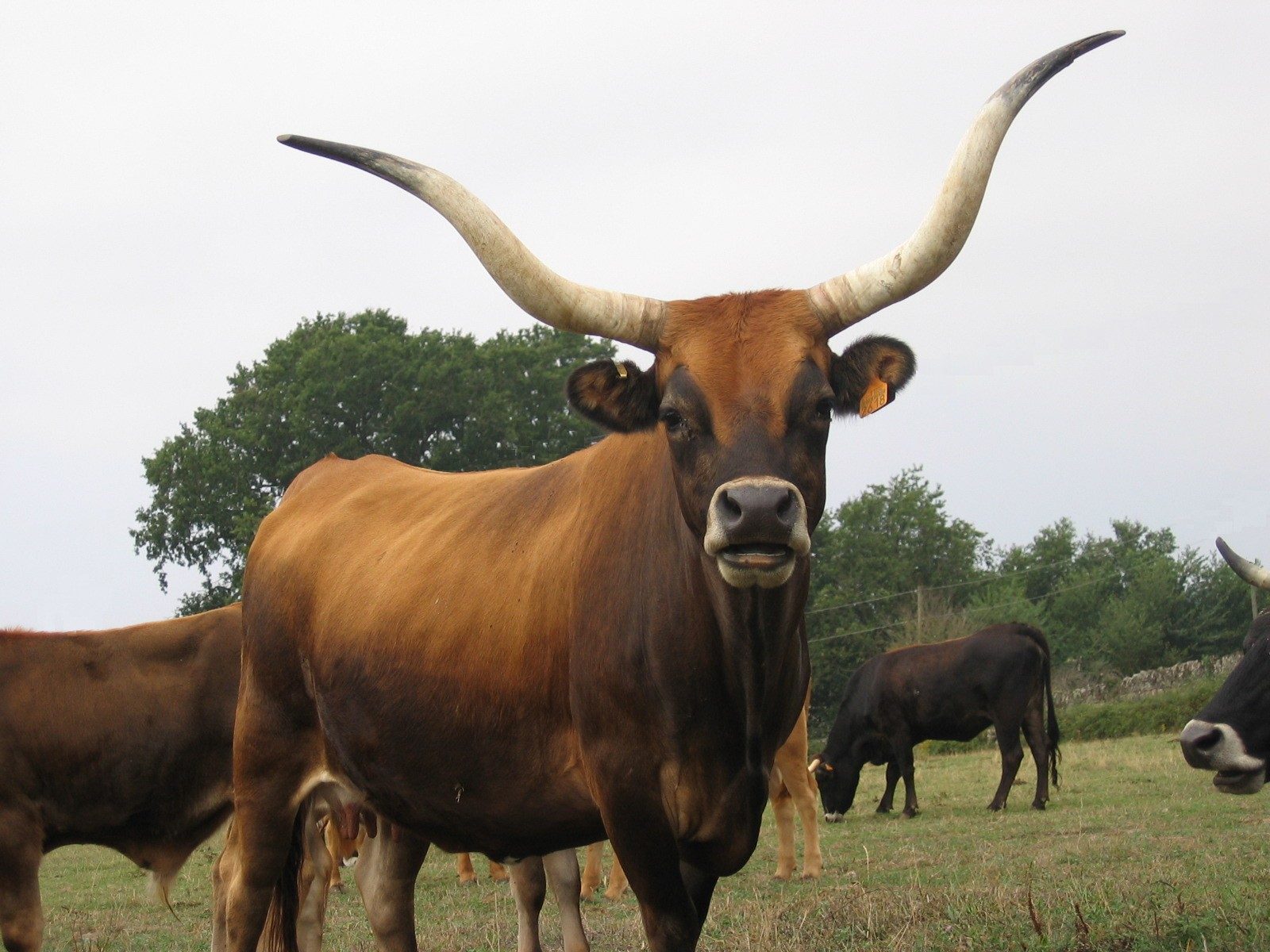
Cachena-Kuh in Spanien

Da einige Rinderrassen durch die Domestikation mehr als andere verändert wurden, sind heute noch solche zu finden, die eine größere Ähnlichkeit mit dem Auerochsen haben. Diese sind meist wenig produktiv, sie eignen sich daher weniger als Milch- und Fleischlieferanten, sondern meist eher als Arbeitstiere. Die ursprünglichsten Vertreter dieser Primitivrassen sind meist vom Aussterben bedroht, da sie mit Hochleistungsrassen nicht konkurrieren können und daher immer öfter aufgegeben oder mit hochgezüchteten Rassen gekreuzt werden. Da sie jedoch sehr robust und genügsam sind, fällt ihnen eine Rolle im Naturschutz als möglicher Ersatz für ihren wilden Vorfahren zu. Bislang ist das Heckrind hierfür eine in Mitteleuropa häufig verwendete Rasse, neben anderen Robustrindern wie dem Schottischen Hochlandrind, Galloways oder Ungarischem Steppenrind. Die Arbeitsgemeinschaft Biologischer Umweltschutz verwendet jedoch auch Sayaguesa und Chianina erfolgreich in Deutschland. Stichting Taurus verwendet ebenfalls mehrere Primitivrassen in den Niederlanden.
- Barrosã
- Boškarin
- Cachena
- Caldela
- Heckrind bzw. Taurusrind
- Limia-Rind
- Maremmana primitivo
- Maronesa
- Pajuna
- Podolica
- Rodopisches Kurzhorn-Rind[51]
- Sayaguesa
- Spanisches Kampfrind
- Tudanca